# The Legend of Zelda: Skyward Sword
The Legend of Zelda: Skyward Sword (jap. ゼルダの伝説 スカイウォードソード, Zeruda no Densetsu: Sukaiwōdo Sōdo; kurz: TLoZ: SS) ist ein Action-Adventure-Videospiel von Nintendo für die Wii. Es erschien weltweit im November 2011. Bei dem Spiel handelt es sich um den 16. Teil der Reihe The Legend of Zelda.
Der Spieler schlüpft in Skyward Sword in die Rolle des Jungen Link, der anfänglich auf der Suche nach seiner Freundin Zelda ist. Die Geschichte findet chronologisch vor den Ereignissen der anderen Serienableger statt und berichtet vom Ursprung zahlreicher Handlungselemente. Die Grafik des Spiels ist vom Impressionismus beeinflusst und die Musik wurde zum Großteil von einem Orchester eingespielt. Zur Steuerung wird eine Wii-Fernbedienung mit dem Controllerzusatz Motion Plus benötigt, da das Spiel zum Teil mittels der Fernbedienung durch die Bewegungen des Spielers gesteuert wird.
Nintendos Entwicklungsabteilung Entertainment Analysis & Development (EAD) entwickelte das Spiel unter der Regie von Hidemaro Fujibayashi. Zusätzliche Unterstützung leisteten Monolith Soft und andere Nintendo-interne Abteilungen. Mit einer Entwicklungsdauer von fünf Jahren und über 100 direkt Beteiligten ist Skyward Sword die bis dato größte interne Nintendo-Eigenproduktion. 2008 wurde das Projekt erstmals bestätigt, ein Jahr später eine Konzeptskizze veröffentlicht und Mitte 2010 folgte die offizielle Enthüllung.
Skyward Sword wurde überaus positiv bewertet und mit zahlreichen Auszeichnungen gewürdigt. Auch kommerziell ist das Spiel erfolgreich, so ist es laut Aussagen von Nintendo das schnellstverkaufte Zelda-Spiel und wurde über drei Millionen Mal verkauft. Für die Wii-Konsole war das Spiel bedeutend, denn die Nutzung von Bewegungssteuerung im Spiel wurde von der Fachpresse zum Teil als zukunftsweisend wahrgenommen.
The Legend of Zelda: Skyward Sword HD wurde im Rahmen einer Nintendo Direct am 17. Februar 2021 für die Nintendo Switch angekündigt und ist mit einer überarbeiteten Bewegungssteuerung am 16. Juli 2021 weltweit erschienen.

## Handlung
Eine alte Legende erzählt vom Ursprung alles Bösen, dem Todbringer. Er beginnt eine grausame Schlacht, um das Triforce zu erlangen – die unendliche Kraft, die ihrem Besitzer sämtliche Wünsche erfüllt. Die Göttin Hylia erhebt ein Stück aus der Erde in den Himmel, um dort das Triforce zu verstecken und so vor dem Bösen zu schützen. Den überlebenden Menschen gibt sie auf dieser Himmelsinsel Sicherheit. Anschließend zieht sie mit ihren übrigen Anhängern in die finale Schlacht gegen den Todbringer und kann ihn verbannen.

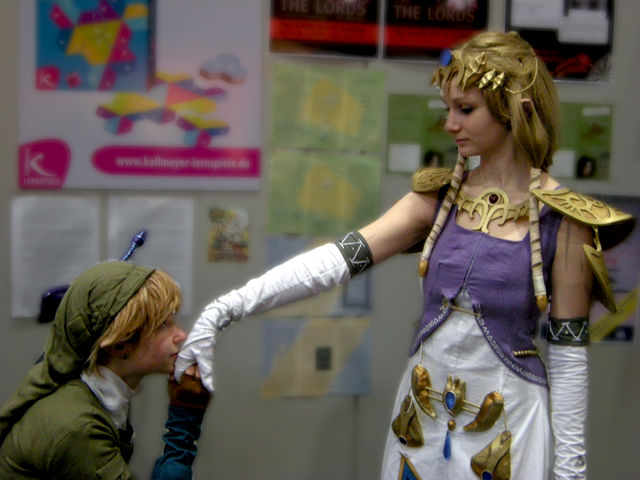
Link und Zelda sind die Protagonisten von Skyward Sword; abgebildet sind Cosplayer, deren Kostüm dem Aussehen von Link und Zelda aus Twilight Princess entspricht.

Jahrhunderte später beginnt die eigentliche Handlung auf der Insel über den Wolken, dem sogenannten Wolkenhort, der im Wolkenmeer liegt, durch das die Menschen auf riesigen Vögeln reiten. Die Handlung dreht sich um den Jungen Link, der die Ritterschule besucht und mit Zelda befreundet ist, der Tochter des Schulleiters. Zelda wird eines Tages von einem Wirbelsturm in das Land unterhalb der Wolken gezogen. Daraufhin wird Link von einem Geschöpf namens Phai in die Statue der Göttin geführt. Dort erhält er das Schwert der Göttin, dem sie innewohnt.
Durch ein Loch im Wolkenmeer reist Link in den Wald von Phirone. Dort stößt er auf den Tempel des Siegels, von wo ihn eine alte Frau zum Tempel des Himmelsblicks schickt, wo sich Zelda aufhalten soll. Link aber trifft dort auf eine Kreatur, die sich als Dunkelfürst Ghirahim vorstellt. Er steckte hinter Zeldas Entführung und hat das Ziel, seinen Meister wiederzubeleben. Zelda befindet sich nicht mehr im Tempel, weshalb Link über ein Vulkangebiet weiterreist und schließlich in einer Wüste den Tempel der Zeit ausfindig macht und ein Zeitportal aufspürt. In der Nähe des Portals stößt er auf Zelda, die von der Wächterin Impa begleitet wird. Unerwartet werden sie von Ghirahim angegriffen. Während Link ihnen Zeit verschafft, indem er gegen Ghirahim kämpft, durchqueren Zelda und Impa das Zeitportal und zerstören es danach.
Später entdeckt Link im Tempel des Siegels ein zweites Zeitportal. Um es zu öffnen, muss er sein Schwert mithilfe drei heiliger Flammen stärken, die in drei Tempeln über das ganze Land verteilt liegen. Nach Abschluss dieser Mission kehrt Link zum Siegelstempel zurück. Bevor er das Portal öffnen kann, bricht das Siegel eines verbannten Monsters im Wald. Der Junge bekämpft die Kreatur und erneuert deren Siegel, woraufhin er durch das Portal in die Vergangenheit gelangt und dort auf Zelda trifft. Zelda erklärt Link, dass in dieser Zeit gerade erst der Todbringer von der Göttin besiegt wurde. Der Verbannte sei ein Überbleibsel des Todbringers. Ghirahim, erklärt Zelda, sei ein Diener des Todbringers und wolle diesen durch ein Ritual wiederbeleben, für das er Zelda benötigt. Zelda behauptet, die wiedergeborene Göttin Hylia zu sein, deren Ziel der endgültige Sieg über den Todbringer sei. Sie trägt Link auf, in der Gegenwart die drei Teile des legendären Triforce einzusammeln, um damit den Todbringer für immer zu vernichten. Zelda schenkt Links Schwert den Segen der Göttin, womit es zum Master-Schwert wird. Um das Siegel des verbannten Todbringers zu stärken, beschließt sie einen tiefen, spirituellen Schlaf.

Das Triforce spielt eine wichtige Rolle in Skyward Sword, denn dem, der es einsammelt, werden seine Wünsche erfüllt.

In der Gegenwart sucht Link im Wolkenhort nach dem Triforce. Um das legendäre Relikt der Götter zu finden, muss Link das Lied des Helden zusammensetzen. Tatsächlich findet er mittels des Liedes im Wolkenhort einen Tempel, der die drei Teile des Triforces beherbergt. Durch das Triforce löscht Link den Todbringer aus der Welt aus. Nach der Vernichtung des Todbringers erwacht Zelda aus ihrem Schlaf. Im Siegelstempel stößt Link erneut auf Ghirahim, welcher Zelda entführt und durch das Zeitportal schreitet, um den Todbringer in der Vergangenheit wiederzuerwecken. Link verfolgt den Dunkelfürsten durch das Portal und entdeckt ihn, während er das Ritual zur Wiederbelebung des Todbringers mit Zeldas Seele startet. Im Schwertduell gegen Ghirahim gewinnt Link, aber das Ritual ist längst abgeschlossen.
Im Kampf gegen den wiedererweckten Todbringer erfährt der Junge, dass Ghirahim dem Todbringer als Schwert dient. Letztlich triumphiert Link über den Dämonenkönig. Mit dessen letztem Wort droht dieser, sein Hass werde immer wiedergeboren werden und versuchen, die Macht des Triforce zu erlangen; auch legt er einen Fluch auf Zelda und Link, sodass diese auf ewig wiedergeboren werden und sich den Inkarnationen des Todbringers werden stellen müssen. Durch den erfolgreichen Kampf ist Zeldas Seele gerettet, der Überrest der Seele des Todbringers wird im Master-Schwert gebannt. Die Aufgabe des Master-Schwertes und Phai ist damit abgeschlossen und Link muss es in der Vergangenheit im Siegelstempel zurücklassen. Zelda begleitet ihn zurück durch das Portal; sie entscheidet, zusammen mit Link im Erdland zu leben und ein neues Land zu gründen.

## Spielprinzip
The Legend of Zelda: Skyward Sword ist ein Videospiel vom Genre Action-Adventure. Der Spieler übernimmt die Rolle des Protagonisten Link und steuert ihn in der dritten Person. Die Kamera ist in der Standardansicht leicht oberhalb hinter Link fixiert. Der Spielstand kann nur an speziellen Orten oder bei gewissen Ereignissen im Spiel gespeichert werden.
Zum Spielfortschritt müssen Gebiete erkundet, Missionen erfüllt, Rätsel gelöst und Kämpfe gewonnen werden. Link nimmt Schaden, wenn ihn Gegner angreifen, er durch Gefahren verletzt wird oder aus großer Höhe fällt. Seine Lebenskraft wird in Herzen angegeben; bei einer Verletzung verliert er eine gewisse Anzahl Herzen. Wenn alle Herzen aufgebraucht sind, stirbt Link und der Spielversuch endet.
Gegner bekämpft Link mit Schwert und Schild. Weitere Gegenstände, die im Kampf nutzbar sind, sind unter anderem Pfeil und Bogen. Die meisten Gegner können nur besiegt werden, wenn Link ihren Schwachpunkt mit dem Schwert verletzt. Den Schild verwendet er zur Verteidigung vor gegnerischen Angriffen. Hilfreich im Kampf ist das Anvisieren.
Abgesehen von kurzen Ausrufen und Interjektion der Spielfiguren sowie der „Sprache“ des Geschöpfes Phai enthält Skyward Sword keine Sprachausgabe.
Nach Aussagen der Entwickler ist die durchschnittliche Spielzeit von Skyward Sword inklusive zusätzlicher Spielmodi zwischen 50 und 100 Stunden. Videospieljournalisten schätzen die Spielzeit des ersten Durchlaufes auf etwa 30 bis 40 Stunden. Ferner beinhaltet Skyward Sword etwa 100 Minuten Filmmaterial.

### Steuerung und Items

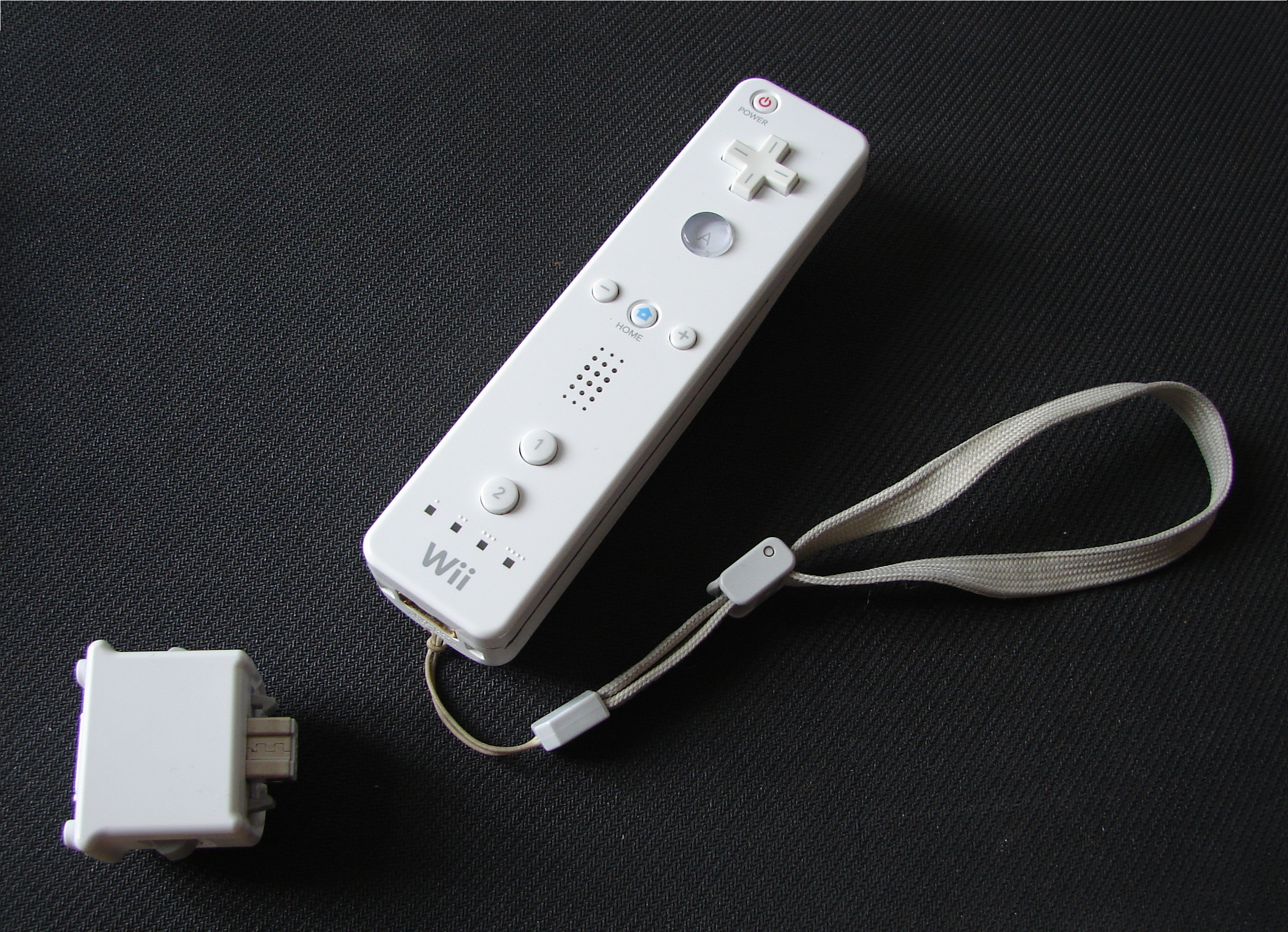
Für realistischen Schwertkampf und weitere Steuerungsoptionen wird der Motion-Plus-Adapter verwendet, auf dem Bild ist dieser separat und nicht angeschlossen.

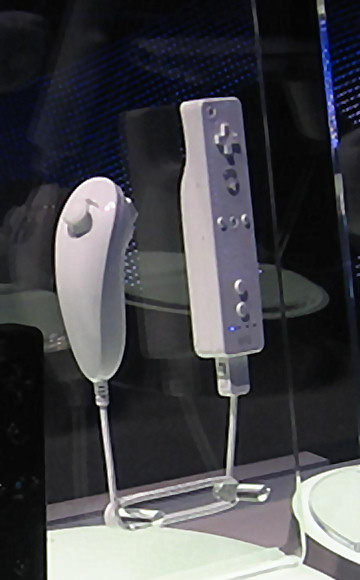
Skyward Sword wird mit der Wii-Fernbedienung gespielt. Außerdem benötigt man einen Nunchuck (links), der an die Fernbedienung angeschlossen wird.

Skyward Sword wird mit einer Wii-Fernbedienung inklusive Motion Plus und einem Nunchuk gespielt, wobei die Fernbedienung in der rechten und der Nunchuk in der linken Hand gehalten wird. Link wird mit dem Analogstick des Nunchuck gelenkt, die übrigen Tasten des Nunchucks dienen der Kamerasteuerung. Weitere Aktionen und Items werden durch Tasten auf der Fernbedienung eingesetzt.
Ein zentraler Teil der Steuerung ist der Schwertkampf durch Bewegungssteuerung, die durch das Gyroskop im Motion-Plus-Adapter ermöglicht wird. Die Wii-Fernbedienung steuert das Schwert des Protagonisten, durch den Adapter werden die Bewegungen der Fernbedienung im Raum präzise erfasst und auf das Spiel übertragen. Im Spiel werden Schwertschläge in acht Richtungen erfasst, horizontal rechts und links, vertikal rechts und links, sowie diagonal. Für andere Elemente wird die Fernbedienung bewegt oder geneigt. Ein ruckartiges Zucken mit dem Nunchuck lässt Link seinen Schild hervorziehen.
Im Schwertkampf stehen besondere Schläge zur Verfügung: Der horizontale Wirbelschlag, wozu sowohl Fernbedienung als auch Nunchuck horizontal geschwungen werden, sowie der entsprechende vertikale Wirbelschlag. Wird das Schwert einige Sekunden lang in die Luft gehalten, lädt sich der Himmelsstrahl auf, der normale Schläge verstärkt. Wenn die Fernbedienung ruckartig nach vorne bewegt wird, vollführt Link einen Stoßschlag.
Im Laufe des Abenteuers sammelt Link neben Schwert und Schild zahlreiche weitere Items ein. Die wichtigsten acht Items können, sofern Link sie besitzt, jederzeit eingesetzt werden. Das erste dieser Items ist die Steinschleuder. Gezielt wird dabei mit der Wii-Fernbedienung. Ähnlich gesteuert wird der magische Krug, der wie ein Laubgebläse funktioniert und in Teilen des Spiels Sand wegblasen kann, als auch das Schmetterlingsnetz. Der mechanische Käfer fliegt in der Luft und wird mittels Neigen der Fernbedienung gesteuert, er kann Gegenstände in der Distanz einsammeln, Schalter aktivieren und weiteres. Auch über Bomben verfügt Link, die er entweder durch Schwingen der Wii-Remote wirft oder über den Boden rollt. Das Item Peitsche aktiviert Schalter aus der Distanz, außerdem kann Link sich dadurch über Abgründe schwingen. Auch für die Peitsche wird die Fernbedienung geschwungen. Des Weiteren gibt es den Enterhaken, wozu spezielle Stellen anvisiert werden müssen, an denen sich der Haken verfängt und Link sich so an der Wandstelle festhalten kann. Zuletzt gibt es Pfeil und Bogen. Dabei wird mit dem Nunchuck der Bogen gespannt und mit der Fernbedienung gezielt.

### Spielablauf
Der Spielverlauf von Skyward Sword startet im Wolkenhort, den der Spieler frei begehen kann. Es können unter anderem Häuser besucht oder Items gekauft werden. Relativ früh nach Spielstart erhält Link Schwert und Schild und kann das Wolkenmeer auf einem Wolkenvogel schwebend erkunden. Im Wolkenmeer ist es später möglich, in Bereiche unterhalb der Wolken zu gelangen. Die je drei Bereiche des Erdlandes müssen erkundet werden, um zu den Tempeln zu finden, von denen es insgesamt sieben Stück gibt. In den labyrinthartigen Tempeln gilt es Rätsel zu lösen und den richtigen Weg zu finden. Am Ende eines jeden Tempels findet ein Bosskampf statt und Link erhält ein neues Item. Nachdem ein Tempel bestanden ist, fährt der Spielverlauf fort. Die Tempel müssen in einer bestimmten, linearen Weise erkundet werden.
Im späteren Verlauf bereist Link bereits bekannte Spielgebiete erneut und beschreitet neue Wege. In dieser Spielphase gibt es Minispiele im Spielverlauf, wozu beispielsweise das Stille Reich gehört, das Link vier Mal durchqueren muss. Hier besitzt er keine Waffen und muss eine bestimmte Anzahl von Gegenständen finden. Er darf dabei aber nicht von den Wächtern entdeckt werden, die auf dem Gebiet verteilt sind, da sie ihn sonst verfolgen und der Spieler von vorn beginnen muss, wenn Link von ihnen berührt wird.

## Entwicklung

### Beteiligte Studios und Mitwirkende
Skyward Sword wurde von Nintendo Entertainment Analysis & Development (EAD) entwickelt. Die für die Zelda-Reihe zuständige dritte Softwareentwicklungsgruppe der EAD war für das Spiel verantwortlich. Einzelne Mitarbeiter anderer EAD-Gruppen sowie von Nintendo Software Planning & Development (SPD) wirkten ebenfalls mit. Die Programmierung wurde hauptsächlich durch das Unternehmen SRD bewerkstelligt, das schon seit langer Zeit mit EAD zusammenarbeitet.
Hidemaro Fujibayashi fungierte bei der Entwicklung von Skyward Sword als Regisseur, Produzent war der Leiter des Zelda-Entwicklungsteams, Eiji Aonuma. Der Serienschöpfer und EAD-Manager Shigeru Miyamoto war als General Producer involviert. Supervisor waren Takashi Tezuka – EAD-Manager und langjähriger Produzent – sowie der SRD-Präsident Toshihiko Nakago. Der langjährige Komponist der Mario- und Zelda-Spiele, Kōji Kondō, überwachte die Arbeit der anderen Komponisten. Mit Ausnahme von Aonuma und Fujubayashi wirkten diese Personen bereits an den ersten Zelda-Spielen mit.
Als für die Planung Zuständige listet der Abspann zwölf Namen auf. Toshio Iwawaki und Kazuaki Morita waren Programm Director und koordinierten die Programmierung des Spiels, an der knapp 35 Personen von SRD und der internen Programmierergruppe der EAD mitwirkten. Der Design Director Ryuji Kobayashi war für die Arbeiten der gut 70 Designer zuständig. Unterstützung bei Gestaltung von Figuren, Umgebungen und Effekten sowie 3D-Animation leistete das First-Party-Studio Monolith Soft (Xenoblade Chronicles). Regisseur der Filmszenen war Shigeki Yoshida, an deren Planung und Umsetzung über 50 Entwickler mitwirkten. Die meisten dieser Beteiligten stammten vom externen Unternehmen Digital Media Lab. Zusätzlich fungierten drei Personen als Schauspieler für Motion Capture. Zuletzt organisierte der Musikregisseur Hajime Wakai ein Team von insgesamt zehn Tontechnikern.
Die Entwicklungsdauer belief sich auf fünf Jahre. Miyamoto sprach von 100 am Spiel beteiligten Mitarbeitern, im Abspann werden über 200 Namen aufgezählt. Bei dem Spiel handele es sich um eine der teuersten Entwicklungen in der Geschichte Nintendos, so Miyamoto.

### Beginn der Entwicklung und Experimentierphase

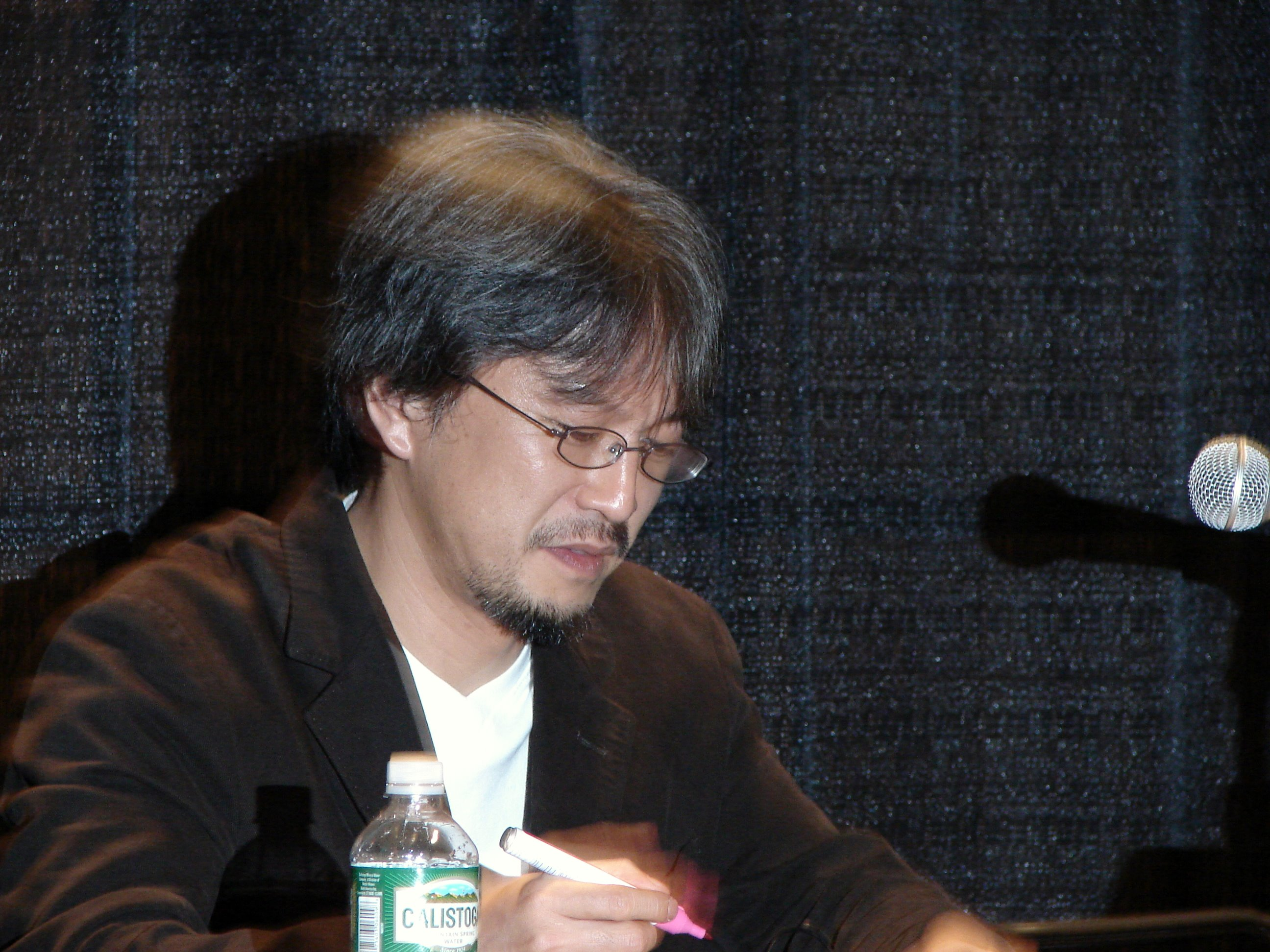
Eiji Aonuma ist seit Majora’s Mask für die Zelda-Reihe zuständig. Bei Skyward Sword bekleidete er den Posten des Produzenten.

Nachdem der DS-Ableger The Legend of Zelda: Phantom Hourglass vollendet worden und im Juni 2007 erschienen war, begann der Sub-Director des Spiels, Hidemaro Fujibayashi, mit seinem Team die Arbeiten an einem neuen Zelda-Spiel für die Wii. Dabei bekleidete er den Posten des Regisseurs. Bereits kurz darauf wurden einige Mitarbeiter vom Team getrennt, um den Nachfolger The Legend of Zelda: Spirit Tracks des DS-Spiels zu entwickeln. Nachdem dieser gegen Ende 2009 vollendet worden war, stießen die Mitwirkenden wieder zum Skyward-Sword-Team.
Miyamoto beschrieb den Beginn des Entwicklungsprozesses als unstet, da das Team Probleme dabei hatte, sich zu einigen, was ein Zelda-Nachfolger benötige. Daher waren mehr der eigentlichen Entwicklung vorausgehende Experimente als bei vorherigen Zelda-Teilen nötig. Während dieser Phase, die ganze zwei Jahre andauerte, führte das Entwicklerteam zahlreiche fragmentarische Tests durch, was Miyamoto nachträglich als wichtigsten Entwicklungsschritt bezeichnete. Die zahlreichen dabei entstandenen Ideen wurden später sortiert und der Grundaufbau eines Zelda-Spieles neu überdacht. Im Nachhinein äußerte Miyamoto, dass die Testphase länger dauerte, als er es geplant hatte:

“When you have a development period of five years, it’s often the case that around two of those years wind up being completely wasted effort. With this game, though, I think all the work that everyone put into this project gets fully seen in the final product. I did say it was five years, but the first two of those were spent with assorted experimentation, so essentially it was three years. We went through kind of a long experimentation period, I suppose.”

„Bei einer fünfjährigen Entwicklungsdauer ist es oft der Fall, dass etwa zwei dieser Jahre total verschwendete Bemühungen darstellen. Trotzdem glaube ich, dass die Arbeit, die alle in das Projekt gebracht haben, im fertigen Produkt gesehen werden kann. Ich sagte, es waren fünf Jahre, aber die ersten zwei davon wurden mit gemischten Experimenten verbracht, es waren im Wesentlichen also drei Jahre. Ich nehme an, wir sind durch eine lange Phase des Experimentierens gegangen.“

Ein Beispiel für eine Idee, die in dieser Experimentierphase entstand und früh im Projekt implementiert wurde, sind die Stillen Reiche. Inspiriert wurde diese Idee durch Abschnitte in den Ablegern Phantom Hourglass und Spirit Tracks, in denen Link verteidigungslos Phantomen ausweichen musste. Dieses Konzept wurde in Skyward Sword übernommen und abgewandelt. Dabei entschied man sich dafür, den Spieler bereits vertraute Gebiete ohne Angriffs- und Verteidigungsmöglichkeit durchqueren zu lassen, da er sich dort bereits genau auskennen sollte.

### Entwicklungsphase
Die Handlung von Skyward Sword war schon vor Mitte 2009 vervollständigt. Auch Phai, im Spiel der Geist des Master-Schwertes, war zu dieser Zeit schon finalisiert. Sie hatte in diesem Stadium eine andere Bedeutung innerhalb des Spiels als in der finalen Version. Phai wurde konzipiert, da das Team eine den Spieler unterstützende Spielfigur als notwendig erachtete. Der wie ein Roboter anmutende unemotionale Dialog des Geschöpfes stammt fast vollständig aus Regisseur Fujibayashis Feder.
Die für das Spiel essentielle Motion-Plus-Unterstützung war nicht von Anfang an geplant. Bereits 2008 hatten Aonuma und sein Team geplant, den Adapter im Projekt zwecks realistischeren Schwertkampfes zu verwenden. Das damals erzielte Resultat jedoch war auch nach mehreren Implementierungsansätzen nicht wie erwünscht. Darum wurde Motion Plus wieder außen vor gelassen und das Projekt einige Monate lang ohne Unterstützung der Peripherie weiterentwickelt. Das Mitte 2009 erschienene EAD-Spiel Wii Sports Resort machte intensiven Gebrauch von Motion Plus und umfasst auch eine Schwertkampfdisziplin, womit der Produzent des Spiels Katsuya Eguchi Aonuma überzeugen konnte, die Technik im Zelda-Projekt einzusetzen. Dazu lieh das Entwicklerteam in Wii Sports Resort verwendete Technologie.
Zu dieser Zeit lag das eigentliche Spielprinzip im Fokus der Entwickler und war bereits weit fortgeschritten. Allerdings waren die Grafik und Handlung noch nicht endgültig festgelegt. Auf der E³ 2009 veröffentlichte Nintendo eine Konzeptdarstellung zum Spiel. Zu dieser Entscheidung kam Miyamoto, damit die Entwickler weiter am Spielprinzip arbeiten können und keinen Grafikstil für einen vorschnell erstellten Trailer für die Messe gestalten mussten. Später präzisierte er die Aussage, 2009 sei die Handlung bereits fertig gewesen, das Team habe sich aber noch nicht auf einen Grafikstil geeinigt gehabt.
In der Konzeptphase war die Spielwelt noch zusammenhängend, aber wurde von den Verantwortlichen als zu groß empfunden. Schließlich wurde das Spiel auf drei große, voneinander unabhängige Gebiete beschränkt, die mit dichteren Inhalten gefüllt wurden. Dafür wurden Ideen für weitere Gebiete verworfen.
2010 arbeitete das Entwicklerteam von Skyward Sword daran die bisher eingebauten Schwertkampf-Elemente zu testen. Man wollte so entscheiden, welche davon im Spiel bleiben sollten, um dann die verbliebenen miteinander zu verknüpfen. Die Entscheidung, Motion Plus für den Schwertkampf zu nutzen, beeinflusste dessen Konzeption stark. Ebenfalls 2010 äußerte Miyamoto in einem Interview die Möglichkeit, das Spiel könne den Vitality Sensor nutzen – ein bis heute (Stand 2014) nicht erschienenes Zusatzgerät für Wii, das ursprünglich 2008 vorgestellt wurde und den Puls des Spielers messen soll. Ob die Entwickler tatsächlich an einer Verwendung des Vitality Sensors gearbeitet haben oder dies nur in Erwägung gezogen haben, ist nicht bekannt.

### Musik

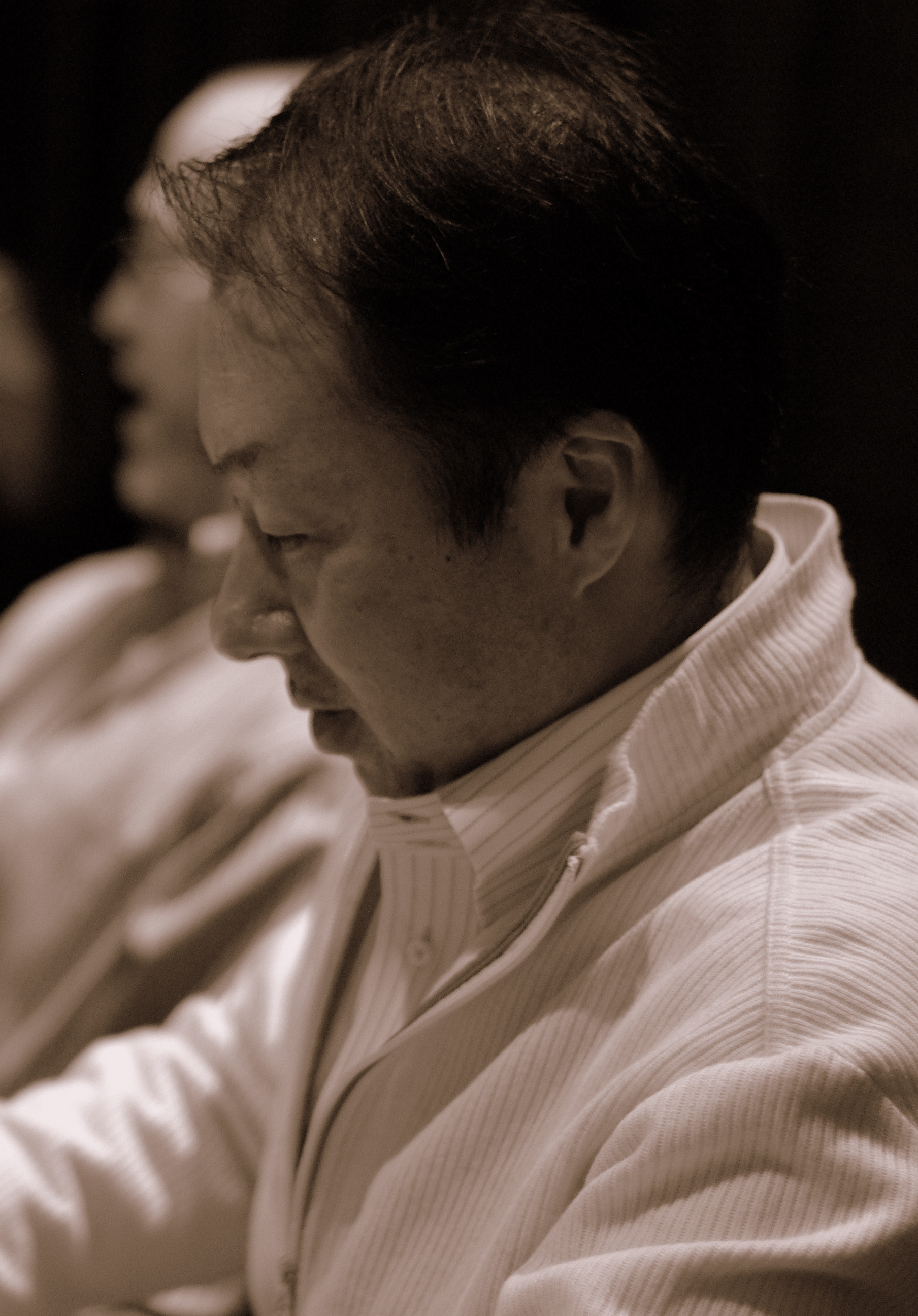
Seit dem ersten Teil der Reihe für die Musik zuständig, fungierte Kōji Kondō bei der Entwicklung von Skyward Sword als überwachender Komponist und steuerte selbst ein Stück bei.

An Skyward Sword waren zehn Tontechniker beteiligt, davon fünf Komponisten. Koordiniert wurden die Arbeiten von Hajime Wakai, der seit 2009 mitwirkte und selbst einige Stücke komponierte. Für einen Teil der Orchesterstücke war Mahito Yokota zuständig, während der Leiter der EAD-Tongruppe und langjähriger Zelda-Komponist Kōji Kondō die anderen Musikmitarbeiter überwachte und das Stück Legend of Skyloft komponierte. Weitere beteiligte Komponisten waren Shiho Fujii und Takeshi Hama.
Orchestermusik war ursprünglich für Skyward Sword nicht vorgesehen. Nach einer Reporterfrage bei einer Gesprächsrunde während der E³ 2010 diskutierten die Entwickler über die Verwendung von Orchestermusik. Aonuma hielt es für zu aufwendig für das Projekt, aber Miyamoto für ein Zelda-Spiel für angebracht. Im Sommer 2010 stand die Entscheidung und Mahito Yokota, der gerade seine Arbeiten für die Musik von Super Mario Galaxy 2 beendet hatte, wurde dem Projekt zugeordnet.
Skyward Sword enthält fast 200 Musikstücke, ein Teil davon von einem Orchester eingespielt. Dies war die erste Gelegenheit, bei der EAD Kyoto mit einem Orchester zusammenarbeitete. Zuvor hatte das Tokyo-Studio der EAD zweimal Orchestermusik erstellt, für Super Mario Galaxy und dessen Nachfolger. Um EAD Kyoto zu unterstützen, stieß Mahito Yokota von der Tokyo-Abteilung zum Team.
Einige Musikstücke sind Arrangements älterer Stücke aus der Serie, beispielsweise Great Fairy Fountain oder Master Sword. Das Hauptthema des Spiels, Ballad of the Goddess, stellt eine musikalische Spielerei dar. Der Hauptteil des Stückes ist eine umgekehrt gespielte Version von Zeldas Wiegenlied, das in der Reihe seit A Link to the Past wiederauftaucht und die Melodie des Charakters Zelda ist.

### Grafikstil
Der Grafikstil von Skyward Sword ist vom Impressionismus inspiriert und erinnert an Aquarell-Darstellungen. Er ist ein Tribut an den französischen Maler Paul Cézanne und zeugt von Miyamotos Liebe zum Impressionismus. Innerhalb der Spielereihe lässt sich der Grafikstil zwischen The Wind Waker und Twilight Princess ansiedeln. Ersteres wies eine comic-ähnliche Cel-Shading-Grafik auf, das Nachfolgespiel Twilight Princess setzte auf einen realistischen Grafikstil. Skyward Sword vermischt die realistischen Proportionen aus Twilight Princess mit an The Wind Waker erinnernder Farbgebung und Gestaltung.

### Ankündigungen und Präsentationen

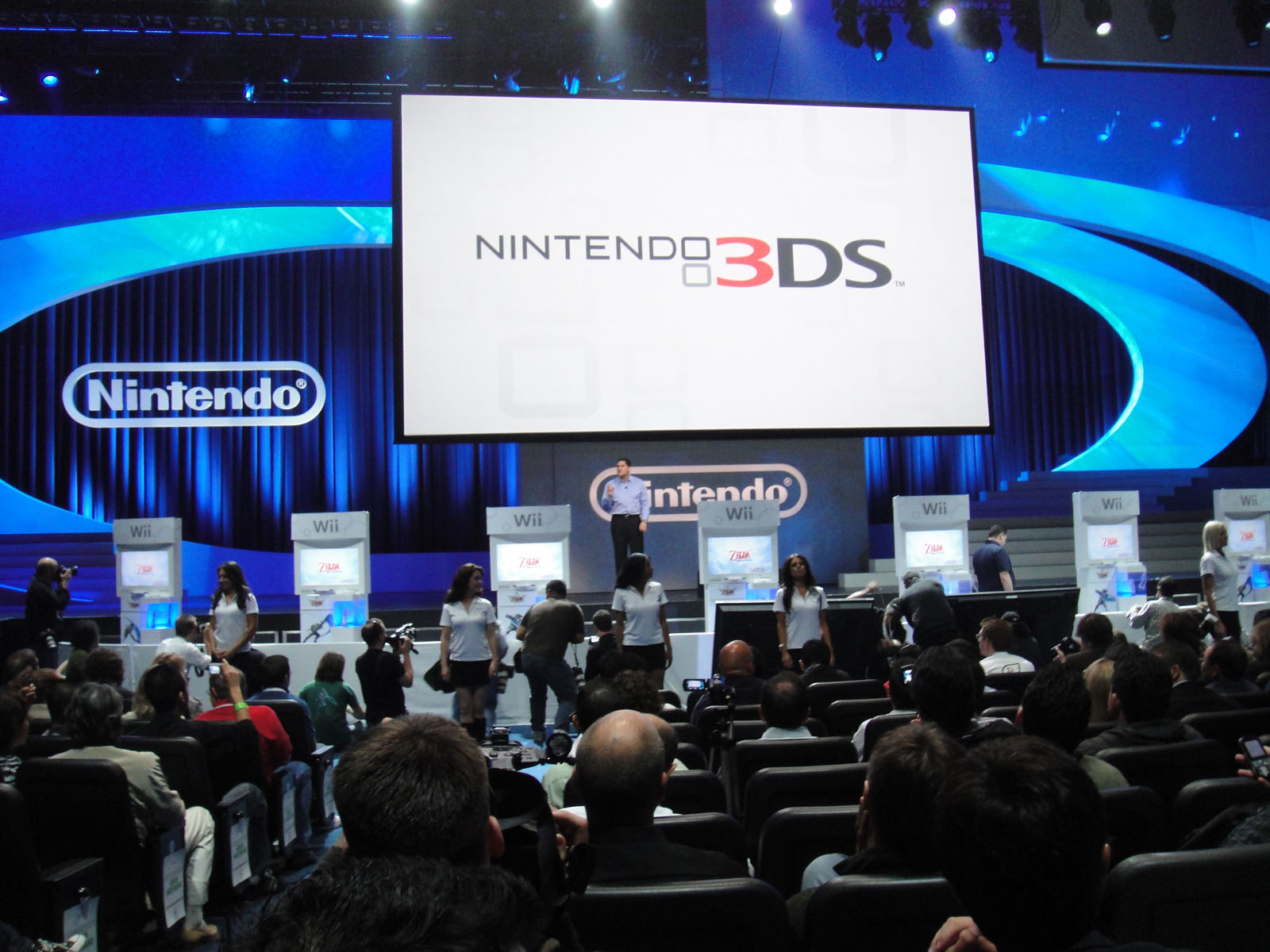
Eine Demo von Skyward Sword war auf der E³ 2010 spielbar.

Im April 2008 bestätigte Shigeru Miyamoto erstmals, dass sich das Zelda-Team für ein neues Projekt formiere. Später im Jahr 2008 erzählte Miyamoto in einem Interview, dass die Entwickler simultan an einem Wii- und einem DS-Ableger von The Legend of Zelda arbeiten. Die Entwicklergruppe für das neue Wii-Zelda setze sich aus den Teams hinter Twilight Princess und Phantom Hourglass zusammen. Außerdem behauptete Miyamoto, das nächste Zelda werde zwar neue, aber nicht völlig revolutionierende Ideen benötigen. Zu dem Zeitpunkt suche sein Team nach solchen Ideen. Auf der Spielemesse E³ 2009 wurden hinter verschlossenen Türen neue Informationen über das neue Wii-Zelda bekanntgegeben. An die Öffentlichkeit gelangte die Information, dass das Spiel den Zusatzadapter Motion Plus für realistischen Schwertkampf verwenden werde. Außerdem wurde als erstes Spielmaterial eine Konzeptskizze zum Spiel veröffentlicht. Auf ihr ist ein erwachsener Link zu erkennen, der allerdings kein Schwert trägt; stattdessen ist ein schemenhaftes Mädchen sichtbar.
Anfang 2010 beteuerte Nintendo-Präsident Iwata, das Spiel werde noch 2010 erscheinen. Nintendo-Amerika-Präsident Reggie Fils-Aime räumte aber kurz darauf ein, dass das Spiel erst dann erscheine, wenn es perfekt sei. Anfang Februar 2010 betonte sein Team, man bemühe sich, das Spiel so schnell wie möglich zu vollenden, um es auf der E³ 2010 in spielbarer Form zu präsentieren. Am 15. Juni kündigte Nintendo bei der E³-Konferenz das Spiel als The Legend of Zelda: Skyward Sword an und stellte einen Trailer des Spiels vor. Als Veröffentlichungszeitraum gab man 2011 an. Anschließend stellte Miyamoto das Spiel vor und demonstrierte neben der Verwendung des Schwertes auch neue Items. Im Juli 2010 gab Aonuma einen Veröffentlichungstermin für Anfang 2011 an. Miyamoto hingegen beschrieb später den Projektfortschritt im Dezember 2010 mit den Worten over half complete (mehr als die Hälfte fertig). Im Gegensatz dazu hatte er noch zur E³ behauptet, dem Spiel fehle nur noch der Feinschliff, weshalb ein Erscheinungstermin 2010 nicht einzuhalten sei.
Bei der Nintendo-E³-Konferenz am 7. Juni 2011 veröffentlichte Nintendo neues Spielmaterial. Außerdem präzisierte Miyamoto den Erscheinungszeitraum für Skyward Sword auf die Feriensaison und kündigte an, Nintendo werde mit dem Spiel zusammen eine goldene Wii-Fernbedienung veröffentlichen. Ende Juni 2011 teilte Aonuma in einem Interview mit, dass das Spiel vollständig sei und sein Team noch an Feinheiten der Spielbalance arbeite. Außerdem strebe er eine weltweit gleichzeitige Veröffentlichung an.

## Veröffentlichung, Vertrieb und wirtschaftlicher Erfolg

### Veröffentlichung
Skyward Sword erschien weltweit im November 2011. Zuerst kam es in Europa heraus, wo Nintendo of Europe (NoE) es am Freitag, den 18. November gleichzeitig mit Super Mario 3D Land in die Läden brachte. Am 20. November erfolgte die Veröffentlichung in Nordamerika durch Nintendo of America (NoA) und erst am 23. November in Japan. Auf dem australischen Kontinent wurde das Spiel am folgenden Tag, am 24. November, herausgebracht. Zur Vermarktung wurden Werbespots mit dem US-amerikanischen Schauspieler Robin Williams und seiner Tochter Zelda Williams gedreht.
Das Jahr 2011 markierte das 25-jährige Bestehen der Zelda-Reihe, deren erster Teil 1986 für das Nintendo Entertainment System erschien. Anlässlich dieses Jubiläums fanden das ganze Jahr über spezielle Aktionen und Veröffentlichungen rund um die Reihe statt. Es erschienen 2011 insgesamt sieben Zelda-Spiele: Vier Portierungen, zwei Neuauflagen, und als Höhepunkt Skyward Sword.

### Editionen

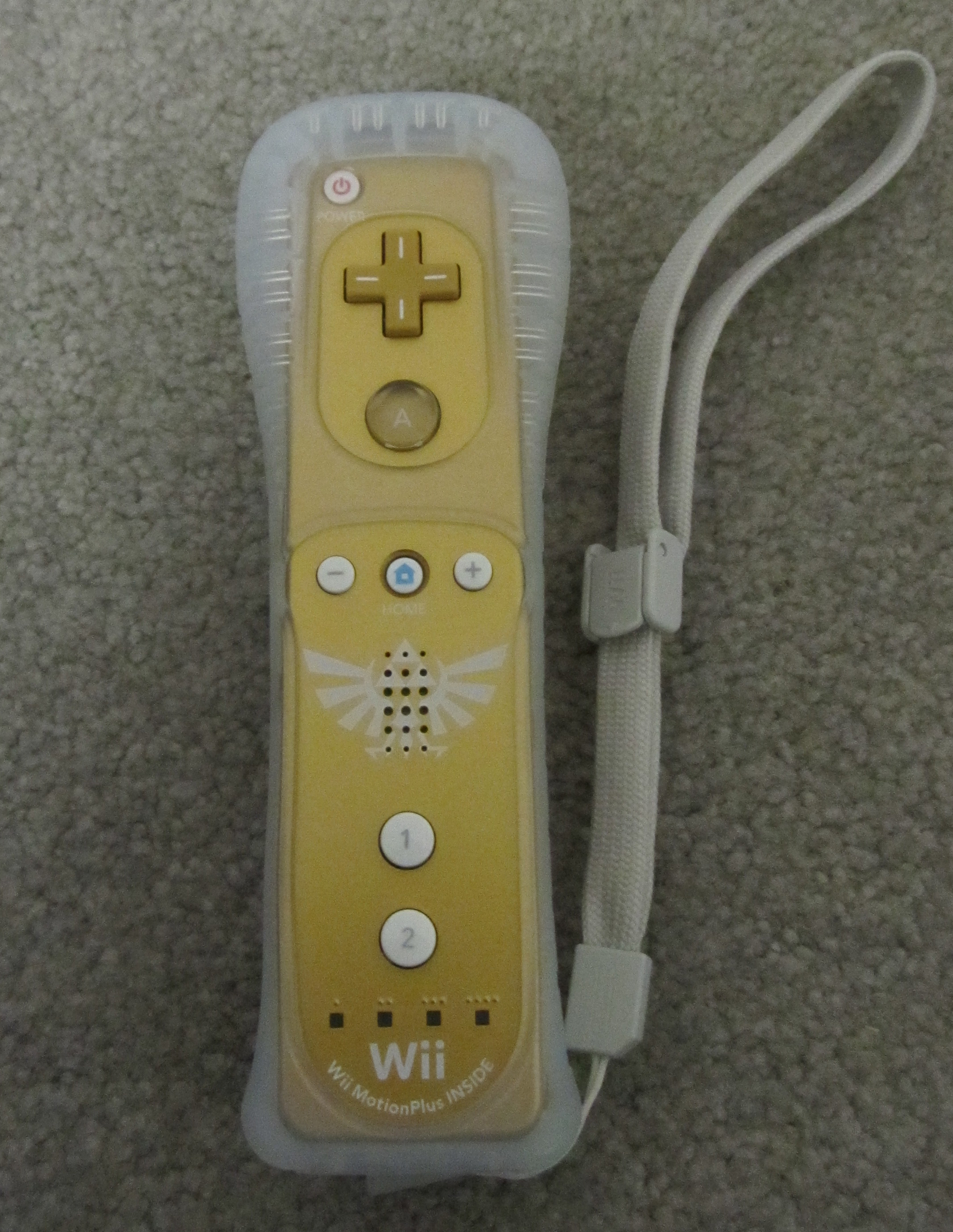
Das Limited Edition Pack von Skyward Sword beinhaltet eine goldfarbene Wii-Fernbedienung, in der Motion Plus eingebaut ist.

Zur Markteinführung waren folgende drei Editionen von Skyward Sword erhältlich:
- die normale Edition, die nur das Spiel beinhaltet;
- die Special Edition bzw. Limited Edition, der neben dem Spiel eine Musik-CD beiliegt;
- das Limited Edition Pack, das sowohl Spiel als auch Musik-CD und eine spezielle Wii-Fernbedienung mit integriertem Motion Plus im Skyward-Sword-Stil umfasst.

Die Musik-CD verfügt über acht Arrangements von Musikstücken aus der Zelda-Reihe, eingespielt von einem Orchester im Rahmen des 25. Jubiläums der Spielereihe. Drei Making-of-Videos waren für einen kurzen Zeitraum über die 3DS-App Nintendo Video verfügbar. Die folgende Liste gibt eine Übersicht der Orchesterstücke:
| Nr. | Japanischer Titel | Englischer Titel                                           | Französischer Titel                                                                                     | Spanischer Titel                                    | Ursprungsspiel(e)                                | Länge in Minuten |
|     | ゼルダの伝説 25周年 オーケストラコンサートスペシャルＣＤ Zeruda no Densetsu 25-Shūnen Ōkesutora Konsāto Supesharu CD | The Legend of Zelda: 25th Anniversary Special Orchestra CD | The Legend of Zelda: CD spécial 25e anniversaire – version orchestrale                                  |                                                     |                                                  |                  |
| --- | --- | ---------------------------------------------------------- | --- | --------------------------------------------------- | ------------------------------------------------ | ---------------- |
| 1   | ゼルダの伝説25周年 シンフォニー Zeruda no Densetsu 25-Shūnen Shinfonī                                                | The Legend of Zelda 25th Anniversary Medley                | Pot-pourri du 25e anniversaire de The Legend of Zelda Medley du 25e anniversaire de The Legend of Zelda | Popurrí del 25.º aniversario de The Legend of Zelda | mehrere Serienableger                            | 8:08 oder 8:09   |
| 2   | カカリコ村 ～トワイライトプリンセステーマ Kakariko-mura ~ Towairaito Purinsesu Tēma                                  | Kakariko Village – Twilight Princess Theme                 | Le village Cocorico – Thême de Twilight Princess                                                        | Kakariko – Tema de Twilight Princess                | diverse ab A Link to the Past; Twilight Princess | 2:50             |
| 3   | 風のタクトメドレー Kaze no Takuto Medorē                                                                             | The Wind Waker Symphonic Movement                          | Mouvement symphonique de The Wind Waker                                                                 | Movimiento sinfónico de The Wind Waker              | Wind Waker                                       | 10:31            |
| 4   | ゲルドの谷 Gerudo no Tani                                                                                            | Gerudo Valley                                              | Vallée Gerudo                                                                                           | Valle Gerudo                                        | diverse ab Ocarina of Time                       | 3:36             |
| 5   | 大妖精のテーマ Daiyōsei no Tēma                                                                                      | Great Fairy’s Fountain Theme                               | Thème de la fontaine de la granda fée                                                                   | Tema de la fuente de la Gran Hada                   | diverse ab A Link to the Past                    | 3:04             |
| 6   | トワイライトプリンセスメドレー Towairaito Purinsesu Medorē                                                           | Twilight Princess Symphonic Movement                       | Mouvement symphonique de Twilight Princess                                                              | Movimiento sinfónico de Twilight Princess           | Twilight Princess                                | 10:31            |
| 7   | ゼルダの伝説メインテーマ Zeruda no Densetsu Meintēma                                                                 | The Legend of Zelda Main Theme Medley                      | Pot-pourri du thème principal de The Legend of Zelda Medley du thème principal de The Legend of Zelda   | Popurrí del tema principal de The Legend of Zelda   | diverse ab The Legend of Zelda                   | 4:29             |
| 8   | 「スカイウォードソード」女神の詩 „Sukaiwōdo Sōdo“ Megami no Uta                                                      | Ballad of the Goddess from Skyward Sword                   | Chant de la Déesse de Skyward Sword Chant de la Déesse – Skyward Sword                                  | Cántico de la Diosa de Skyward Sword                | Skyward Sword                                    | 2:06             |

### Verkaufszahlen
Die folgende Liste dokumentiert die von Media Create geschätzten Verkaufszahlen für Japan für die ersten drei Wochen. In der ersten Verkaufswoche gelang es dem Spiel, die Spielecharts des Landes anzuführen.
| Zeitraum                   | Verkaufte Einheiten im Zeitraum | Verkaufte Einheiten bisher gesamt | Chartplatz |
| 21.–27. November           | 194.978                         | 194.978                           | 1          |
| 28. November – 4. Dezember | 32.191                          | 227.169                           | 5          |
| 5.–11. Dezember            | 19.947                          | 247.116                           | 18         |

Das US-amerikanische Spieldebüt fiel in die Nähe des Black Friday, dem Tag nach Thanksgiving, der als Start des Weihnachtsgeschäftes gilt. Laut Nintendo-of-America-Präsident Fils-Aime hat sich Skyward Sword dadurch in Nordamerika während seiner ersten Verkaufswoche 535.000 Mal verkaufen können, womit es gleichzeitig zum Zelda-Spiel mit den meisten Verkäufen in der ersten Woche wurde. Außerdem bewirkte Skyward Sword einen Anstieg der Wii-Verkaufszahlen.
In den deutschen Charts belegte das Spiel in seiner ersten Verkaufswoche vom 14. bis zum 20. November laut Marktanalyseunternehmen Media Control in der regulären Spielversion den vierten Platz, die Limitierte den fünften.
Offizielle Auslieferungszahlen in Millionen:
| Stand         | Global | Japan      | Übersee |
| ------------- | ------ | ---------- | ------- |
| Dezember 2011 | 3,42   | 0,38       | 3,04    |
| März 2012     | 3,52   | 0,36[sic!] | 3,15    |

Die Website VGChartz schätzt mit Stand Oktober 2012 weltweit 3,42 Mio. verkaufte Spiele, davon etwa 0,36 Mio. in Japan, eine Mio. in Europa und fast 1,6 Mio. in Nordamerika.

### Programmierfehler
In Skyward Sword existiert ein schwerwiegender Programmierfehler. Der Fehler tritt etwa in der Mitte des Spiels auf, wenn vor der Vollendung einer bestimmten Aufgabe mit einem gewissen Spielcharakter ein Gespräch geführt wird. Danach ist es nicht mehr möglich, die Mission abzuschließen; ein weiterer Spielfortschritt ist daher nicht möglich. Wenn keine frühere Speicherdatei vorhanden ist, wird der Spielstand unbrauchbar und muss neu gestartet werden. Da die Wii-Konsole kein nachträgliches Patchen erlaubt, wurde Ende Dezember weltweit ein Wii-Kanal zum Download angeboten, der die Speicherdaten aus Skyward Sword repariert.

## Analyse

### Einordnung der Spielgeschichte in die Saga der Reihe
Skyward Sword ist ein Prequel von The Legend of Zelda: Ocarina of Time, die Handlung des Spiels ist chronologisch die erste der gesamten Reihe. Sie dreht sich um den Ursprung zentraler Handlungselemente in Ocarina of Time und noch später handelnden Teilen, wie die Wiedergeburten von Link und Zelda, das legendäre Master-Schwert und den Antagonisten Ganon.
Schon im August 2010 – mehr als ein Jahr vor der Veröffentlichung des Spiels – bestätigte Produzent Eiji Aonuma, dass die Handlung von Skyward Sword noch vor den anderen Spielen der Reihe stattfinde. Künftige Ableger könnten aber noch früher handeln. Zugleich bestätigte Aonuma, dass es eine Zeitleiste gebe, die die Handlung aller Serienableger miteinander verknüpfe. Obwohl er behauptete, nur er und Miyamoto hätten Zugriff auf das Dokument und es werde nicht veröffentlicht, wurde die vollständige Zeitliste der Zelda-Spiele in der in Japan im Dezember 2011 veröffentlichten Hyrule Historia veröffentlicht.
Aonuma betonte damals, dass sich die Handlung von Skyward Sword auch um die Erschaffung des Master-Schwertes drehe, der legendären Waffe der Helden aus späteren Ablegern. Der Handlungsschwerpunkt auf dem Schwert rührte daher, dass auch das Spielprinzip stark von der Schwertführung abhängig ist. Auch teilte Aonuma mit, dass der zentrale Gegner der Zelda-Spiele Ganon keinen Auftritt in Skyward Sword haben wird. Stattdessen wird Ganons Ursprung erklärt – er ist die personifizierte Wut des Todbringers. In jedem Ableger der Zelda-Reihe sind die Protagonisten Link und Zelda Wiedergeburten von Link und Zelda aus Skyward Sword, da der Fluch des Todbringers auf ihnen lastet.
Die folgende Grafik ist die offizielle Zeitleiste der Zelda-Reihe aus Hyrule Historia und zeigt in einer schematischen Übersicht, in welcher Reihenfolge die Handlungen der einzelnen Zelda-Ableger spielen.
|  |  |                                                                                                |                                                                                                |                                                                                                |                                                                                                |                                                                                                |                                                                                                |  |  | Skyward Sword                                                                                                | | | | | |  |  | | | | | | |  |  |  |  |  |  |  |  |  |  |  |  |  |  |  |  |  |  |  |  |
|  |  |                                                                                                |                                                                                                |                                                                                                |                                                                                                |                                                                                                |                                                                                                |  |  | | | | | | |  |  | | | | | | |  |  |  |  |  |  |  |  |  |  |  |  |  |  |  |  |  |  |  |  |
|  |  |                                                                                                |                                                                                                |                                                                                                |                                                                                                |                                                                                                |                                                                                                |  |  | The Minish Cap                                                                                               | | | | | |  |  | | | | | | |  |  |  |  |  |  |  |  |  |  |  |  |  |  |  |  |  |  |  |  |
|  |  |                                                                                                |                                                                                                |                                                                                                |                                                                                                |                                                                                                |                                                                                                |  |  | | | | | | |  |  | | | | | | |  |  |  |  |  |  |  |  |  |  |  |  |  |  |  |  |  |  |  |  |
|  |  |                                                                                                |                                                                                                |                                                                                                |                                                                                                |                                                                                                |                                                                                                |  |  | Four Swords                                                                                                  | | | | | |  |  | | | | | | |  |  |  |  |  |  |  |  |  |  |  |  |  |  |  |  |  |  |  |  |
|  |  |                                                                                                |                                                                                                |                                                                                                |                                                                                                |                                                                                                |                                                                                                |  |  | | | | | | |  |  | | | | | | |  |  |  |  |  |  |  |  |  |  |  |  |  |  |  |  |  |  |  |  |
|  |  |                                                                                                |                                                                                                |                                                                                                |                                                                                                |                                                                                                |                                                                                                |  |  | Ocarina of Time                                                                                              | | | | | |  |  | | | | | | |  |  |  |  |  |  |  |  |  |  |  |  |  |  |  |  |  |  |  |  |
|  |  |                                                                                                |                                                                                                |                                                                                                |                                                                                                |                                                                                                |                                                                                                |  |  | | | | | | |  |  | | | | | | |  |  |  |  |  |  |  |  |  |  |  |  |  |  |  |  |  |  |  |  |
|  |  |                                                                                                |                                                                                                |                                                                                                |                                                                                                |                                                                                                |                                                                                                |  |  | | | | | | |  |  | | | | | | |  |  |  |  |  |  |  |  |  |  |  |  |  |  |  |  |  |  |  |  |
|  |  | Zeitlinie A: Der Held der Zeit scheitert daran, Ganon am Ende von Ocarina of Time aufzuhalten. | Zeitlinie A: Der Held der Zeit scheitert daran, Ganon am Ende von Ocarina of Time aufzuhalten. | Zeitlinie A: Der Held der Zeit scheitert daran, Ganon am Ende von Ocarina of Time aufzuhalten. | Zeitlinie A: Der Held der Zeit scheitert daran, Ganon am Ende von Ocarina of Time aufzuhalten. | Zeitlinie A: Der Held der Zeit scheitert daran, Ganon am Ende von Ocarina of Time aufzuhalten. | Zeitlinie A: Der Held der Zeit scheitert daran, Ganon am Ende von Ocarina of Time aufzuhalten. |  |  | Zeitlinie B: Der Held der Zeit ist erfolgreich, kehrt zurück in die Vergangenheit und erlebt seine Kindheit. | Zeitlinie B: Der Held der Zeit ist erfolgreich, kehrt zurück in die Vergangenheit und erlebt seine Kindheit. | Zeitlinie B: Der Held der Zeit ist erfolgreich, kehrt zurück in die Vergangenheit und erlebt seine Kindheit. | Zeitlinie B: Der Held der Zeit ist erfolgreich, kehrt zurück in die Vergangenheit und erlebt seine Kindheit. | Zeitlinie B: Der Held der Zeit ist erfolgreich, kehrt zurück in die Vergangenheit und erlebt seine Kindheit. | Zeitlinie B: Der Held der Zeit ist erfolgreich, kehrt zurück in die Vergangenheit und erlebt seine Kindheit. |  |  | Zeitlinie C: Der Held der Zeit ist erfolgreich, kehrt zurück in die Vergangenheit und die Zukunft findet ohne ihn statt. | Zeitlinie C: Der Held der Zeit ist erfolgreich, kehrt zurück in die Vergangenheit und die Zukunft findet ohne ihn statt. | Zeitlinie C: Der Held der Zeit ist erfolgreich, kehrt zurück in die Vergangenheit und die Zukunft findet ohne ihn statt. | Zeitlinie C: Der Held der Zeit ist erfolgreich, kehrt zurück in die Vergangenheit und die Zukunft findet ohne ihn statt. | Zeitlinie C: Der Held der Zeit ist erfolgreich, kehrt zurück in die Vergangenheit und die Zukunft findet ohne ihn statt. | Zeitlinie C: Der Held der Zeit ist erfolgreich, kehrt zurück in die Vergangenheit und die Zukunft findet ohne ihn statt. |  |  |  |  |  |  |  |  |  |  |  |  |  |  |  |  |  |  |  |  |
|  |  | Zeitlinie A: Der Held der Zeit scheitert daran, Ganon am Ende von Ocarina of Time aufzuhalten. | Zeitlinie A: Der Held der Zeit scheitert daran, Ganon am Ende von Ocarina of Time aufzuhalten. | Zeitlinie A: Der Held der Zeit scheitert daran, Ganon am Ende von Ocarina of Time aufzuhalten. | Zeitlinie A: Der Held der Zeit scheitert daran, Ganon am Ende von Ocarina of Time aufzuhalten. | Zeitlinie A: Der Held der Zeit scheitert daran, Ganon am Ende von Ocarina of Time aufzuhalten. | Zeitlinie A: Der Held der Zeit scheitert daran, Ganon am Ende von Ocarina of Time aufzuhalten. |  |  | Zeitlinie B: Der Held der Zeit ist erfolgreich, kehrt zurück in die Vergangenheit und erlebt seine Kindheit. | Zeitlinie B: Der Held der Zeit ist erfolgreich, kehrt zurück in die Vergangenheit und erlebt seine Kindheit. | Zeitlinie B: Der Held der Zeit ist erfolgreich, kehrt zurück in die Vergangenheit und erlebt seine Kindheit. | Zeitlinie B: Der Held der Zeit ist erfolgreich, kehrt zurück in die Vergangenheit und erlebt seine Kindheit. | Zeitlinie B: Der Held der Zeit ist erfolgreich, kehrt zurück in die Vergangenheit und erlebt seine Kindheit. | Zeitlinie B: Der Held der Zeit ist erfolgreich, kehrt zurück in die Vergangenheit und erlebt seine Kindheit. |  |  | Zeitlinie C: Der Held der Zeit ist erfolgreich, kehrt zurück in die Vergangenheit und die Zukunft findet ohne ihn statt. | Zeitlinie C: Der Held der Zeit ist erfolgreich, kehrt zurück in die Vergangenheit und die Zukunft findet ohne ihn statt. | Zeitlinie C: Der Held der Zeit ist erfolgreich, kehrt zurück in die Vergangenheit und die Zukunft findet ohne ihn statt. | Zeitlinie C: Der Held der Zeit ist erfolgreich, kehrt zurück in die Vergangenheit und die Zukunft findet ohne ihn statt. | Zeitlinie C: Der Held der Zeit ist erfolgreich, kehrt zurück in die Vergangenheit und die Zukunft findet ohne ihn statt. | Zeitlinie C: Der Held der Zeit ist erfolgreich, kehrt zurück in die Vergangenheit und die Zukunft findet ohne ihn statt. |  |  |  |  |  |  |  |  |  |  |  |  |  |  |  |  |  |  |  |  |
|  |  | A Link to the Past                                                                             | A Link to the Past                                                                             | A Link to the Past                                                                             | A Link to the Past                                                                             | A Link to the Past                                                                             | A Link to the Past                                                                             |  |  | Majora’s Mask                                                                                                | Majora’s Mask                                                                                                | Majora’s Mask                                                                                                | Majora’s Mask                                                                                                | Majora’s Mask                                                                                                | Majora’s Mask                                                                                                |  |  | The Wind Waker | The Wind Waker | The Wind Waker | The Wind Waker | The Wind Waker | The Wind Waker |  |  |  |  |  |  |  |  |  |  |  |  |  |  |  |  |  |  |  |  |
|  |  | A Link to the Past                                                                             | A Link to the Past                                                                             | A Link to the Past                                                                             | A Link to the Past                                                                             | A Link to the Past                                                                             | A Link to the Past                                                                             |  |  | Majora’s Mask                                                                                                | Majora’s Mask                                                                                                | Majora’s Mask                                                                                                | Majora’s Mask                                                                                                | Majora’s Mask                                                                                                | Majora’s Mask                                                                                                |  |  | The Wind Waker | The Wind Waker | The Wind Waker | The Wind Waker | The Wind Waker | The Wind Waker |  |  |  |  |  |  |  |  |  |  |  |  |  |  |  |  |  |  |  |  |
|  |  | Link’s Awakening                                                                               | Link’s Awakening                                                                               | Link’s Awakening                                                                               | Link’s Awakening                                                                               | Link’s Awakening                                                                               | Link’s Awakening                                                                               |  |  | Twilight Princess                                                                                            | Twilight Princess                                                                                            | Twilight Princess                                                                                            | Twilight Princess                                                                                            | Twilight Princess                                                                                            | Twilight Princess                                                                                            |  |  | Phantom Hourglass | Phantom Hourglass | Phantom Hourglass | Phantom Hourglass | Phantom Hourglass | Phantom Hourglass |  |  |  |  |  |  |  |  |  |  |  |  |  |  |  |  |  |  |  |  |
|  |  | Link’s Awakening                                                                               | Link’s Awakening                                                                               | Link’s Awakening                                                                               | Link’s Awakening                                                                               | Link’s Awakening                                                                               | Link’s Awakening                                                                               |  |  | Twilight Princess                                                                                            | Twilight Princess                                                                                            | Twilight Princess                                                                                            | Twilight Princess                                                                                            | Twilight Princess                                                                                            | Twilight Princess                                                                                            |  |  | Phantom Hourglass | Phantom Hourglass | Phantom Hourglass | Phantom Hourglass | Phantom Hourglass | Phantom Hourglass |  |  |  |  |  |  |  |  |  |  |  |  |  |  |  |  |  |  |  |  |
|  |  | Oracle of Ages/Seasons                                                                         | Oracle of Ages/Seasons                                                                         | Oracle of Ages/Seasons                                                                         | Oracle of Ages/Seasons                                                                         | Oracle of Ages/Seasons                                                                         | Oracle of Ages/Seasons                                                                         |  |  | Four Swords Adventures                                                                                       | Four Swords Adventures                                                                                       | Four Swords Adventures                                                                                       | Four Swords Adventures                                                                                       | Four Swords Adventures                                                                                       | Four Swords Adventures                                                                                       |  |  | Spirit Tracks | Spirit Tracks | Spirit Tracks | Spirit Tracks | Spirit Tracks | Spirit Tracks |  |  |  |  |  |  |  |  |  |  |  |  |  |  |  |  |  |  |  |  |
|  |  | Oracle of Ages/Seasons                                                                         | Oracle of Ages/Seasons                                                                         | Oracle of Ages/Seasons                                                                         | Oracle of Ages/Seasons                                                                         | Oracle of Ages/Seasons                                                                         | Oracle of Ages/Seasons                                                                         |  |  | Four Swords Adventures                                                                                       | Four Swords Adventures                                                                                       | Four Swords Adventures                                                                                       | Four Swords Adventures                                                                                       | Four Swords Adventures                                                                                       | Four Swords Adventures                                                                                       |  |  | Spirit Tracks | Spirit Tracks | Spirit Tracks | Spirit Tracks | Spirit Tracks | Spirit Tracks |  |  |  |  |  |  |  |  |  |  |  |  |  |  |  |  |  |  |  |  |
|  |  | A Link Between Worlds                                                                          |                                                                                                |                                                                                                |                                                                                                |                                                                                                |                                                                                                |  |  | | | | | | |  |  | | | | | | |  |  |  |  |  |  |  |  |  |  |  |  |  |  |  |  |  |  |  |  |
|  |  |                                                                                                |                                                                                                |                                                                                                |                                                                                                |                                                                                                |                                                                                                |  |  | | | | | | |  |  | | | | | | |  |  |  |  |  |  |  |  |  |  |  |  |  |  |  |  |  |  |  |  |
|  |  | Tri Force Heroes                                                                               |                                                                                                |                                                                                                |                                                                                                |                                                                                                |                                                                                                |  |  | | | | | | |  |  | | | | | | |  |  |  |  |  |  |  |  |  |  |  |  |  |  |  |  |  |  |  |  |
|  |  |                                                                                                |                                                                                                |                                                                                                |                                                                                                |                                                                                                |                                                                                                |  |  | | | | | | |  |  | | | | | | |  |  |  |  |  |  |  |  |  |  |  |  |  |  |  |  |  |  |  |  |
|  |  | Echoes of Wisdom                                                                               |                                                                                                |                                                                                                |                                                                                                |                                                                                                |                                                                                                |  |  | | | | | | |  |  | | | | | | |  |  |  |  |  |  |  |  |  |  |  |  |  |  |  |  |  |  |  |  |
|  |  |                                                                                                |                                                                                                |                                                                                                |                                                                                                |                                                                                                |                                                                                                |  |  | | | | | | |  |  | | | | | | |  |  |  |  |  |  |  |  |  |  |  |  |  |  |  |  |  |  |  |  |
|  |  | The Legend of Zelda                                                                            |                                                                                                |                                                                                                |                                                                                                |                                                                                                |                                                                                                |  |  | | | | | | |  |  | | | | | | |  |  |  |  |  |  |  |  |  |  |  |  |  |  |  |  |  |  |  |  |
|  |  |                                                                                                |                                                                                                |                                                                                                |                                                                                                |                                                                                                |                                                                                                |  |  | | | | | | |  |  | | | | | | |  |  |  |  |  |  |  |  |  |  |  |  |  |  |  |  |  |  |  |  |
|  |  | The Adventure of Link                                                                          |                                                                                                |                                                                                                |                                                                                                |                                                                                                |                                                                                                |  |  | | | | | | |  |  | | | | | | |  |  |  |  |  |  |  |  |  |  |  |  |  |  |  |  |  |  |  |  |
|  |  |                                                                                                |                                                                                                |                                                                                                |                                                                                                |                                                                                                |                                                                                                |  |  | | | | | | |  |  | | | | | | |  |  |  |  |  |  |  |  |  |  |  |  |  |  |  |  |  |  |  |  |
|  |  |                                                                                                |                                                                                                |                                                                                                |                                                                                                |                                                                                                |                                                                                                |  |  | | | | | | |  |  | | | | | | |  |  |  |  |  |  |  |  |  |  |  |  |  |  |  |  |  |  |  |  |
|  |  |                                                                                                |                                                                                                |                                                                                                |                                                                                                |                                                                                                |                                                                                                |  |  | Breath of the Wild                                                                                           | | | | | |  |  | | | | | | |  |  |  |  |  |  |  |  |  |  |  |  |  |  |  |  |  |  |  |  |
|  |  |                                                                                                |                                                                                                |                                                                                                |                                                                                                |                                                                                                |                                                                                                |  |  | | | | | | |  |  | | | | | | |  |  |  |  |  |  |  |  |  |  |  |  |  |  |  |  |  |  |  |  |
|  |  |                                                                                                |                                                                                                |                                                                                                |                                                                                                |                                                                                                |                                                                                                |  |  | Tears of the Kingdom                                                                                         | | | | | |  |  | | | | | | |  |  |  |  |  |  |  |  |  |  |  |  |  |  |  |  |  |  |  |  |

### Spielprinzip und Handlung im Vergleich mit anderenZelda-Spielen
Da sich das Spielprinzip von Skyward Sword auf die Schwertsteuerung konzentriert, wurden der Waffe selbst neue Funktionen ermöglicht, die es bislang in der Reihe nicht gab. Beispielsweise kann das Schwert im Spiel wie eine Art Metalldetektor verwendet werden: Das Schwert wird dabei durch die Fernbedienung gelenkt und zeigt mittels visueller und akustischer Signale, in welcher Richtung sich wichtige Items befinden. Ebenfalls zum ersten Mal in der Reihe verfügt Link nur über begrenzte Ausdauer, die bei einem länger andauernden Sprint aufgebraucht wird. Ist die Ausdauer am Nullpunkt, muss Link sich einige Sekunden lang erholen. Durch das Sprinten können auch kleinere Hindernisse überwunden werden.
Spielproduzent Eiji Aonuma ließ verlauten, dass er mit seinem Team versucht habe, den typischen Spielablauf eines Zelda-Spiels neu zu definieren. Vorherige Serienableger folgten zum Großteil dem Schema Erkundung – Tempel – neues Item erhalten – Bosskampf – neues Gebiet erkunden. In Skyward Sword fällt der Oberwelt dabei mehr Bedeutung zu, indem sie komplexer und rätsellastiger ist. Außerdem erkundet der Spieler nicht permanent neue Gebiete, sondern bereist schon bekannte Gegenden oft und entdeckt dort neue Wege.
Die Handlung ist in Skyward Sword stärker ausgeprägt als in vorherigen Serienablegern. So ist der Kerncharakter Zelda hier eine Jugendfreundin Links, und keine Prinzessin. Auch die Beziehung der beiden Hauptcharaktere Link und Zelda zueinander ist in Skyward Sword wesentlich klarer als in den Vorgängern.

## Rezeption
The Legend of Zelda: Skyward Sword wurde allgemein sehr positiv bewertet. Der weltweite Wertungsdurchschnitt liegt bei ungefähr 93 von 100 Punkten. In Kritiken wurde das Spiel häufig mit dem älteren Serienableger Ocarina of Time verglichen, das sowohl laut Metacritic und Gamerankings durchschnittlich bestbewertete Spiel aller Zeiten. Manche Tester, beispielsweise von IGN, hielten Skyward Sword für besser als Ocarina of Time.
Skyward Sword erhielt von diversen Videospielmagazinen perfekte Wertungen, beispielsweise von IGN, Wired, Edge oder Famitsu. Außerdem erhielt das Spiel mehrere Auszeichnungen zum Game of the Year (Spiel des Jahres, kurz GotY). Auch nicht-Videospielorientierte Publikationen veröffentlichten Rezensionen zum Spiel, darunter Stern, Spiegel Online, The Guardian oder The Observer.
Auch aus kommerzieller Sicht war es ein Erfolg: Es verkaufte sich schon zu Beginn schneller als jedes Zelda-Spiel zuvor. Danach stiegen die Verkaufszahlen nur langsam, sodass sie mit Stand Mitte 2012 im Raum zwischen drei und vier Millionen Verkäufen liegen.

### Allgemeine Rezensionen
Richard George von IGN pries Skyward Sword als das beste Zelda-Spiel aller Zeiten. Es ist das beste Wii-Spiel und eines der besten Videospiele der letzten zehn Jahre. Besonders lobt George das Spielprinzip, das durch die Steuerung und einen hohen Grad an Abwechslung besteche. Auch hob er die Handlung des Spiels hervor; die cinematischen Szenen seien derart gelungen, dass es kein Nintendo-Spiel mit einer besseren Geschichtserzählung gebe. So werden laut George die Emotionen der Charaktere auch ohne Sprachausgabe gut verdeutlicht. Ebenso sei der Grafikstil gelungen und passe zur Spielreihe.
Die Zeitschrift Game Informer war besonders von der Steuerung des Spiels überzeugt, sowie von dem Kampfsystem, das die spannendsten Bosskämpfe in der Geschichte der Reihe ermögliche. Als größte Überraschung sah Redakteur Phil Kollar die Handlung des Spiels, dessen Charaktere einem der besseren Disney-Filme entstammen könnten. Diese beiden großen Änderungen stellten für ihn eine Weiterentwicklung der Zelda-Spiele dar.
Der Spielrezensent der Website Kotaku Stephen Totilo war in der ersten Hälfte seines Spieldurchgangs enttäuscht von der Struktur des Spiels, die den Vorgängern zu sehr ähnele. Die ersten zehn Spielstunden stellten eine langsame, zu sehr an der Formel der vorherigen Spiele orientierte Einleitung dar. In den nächsten 20 Stunden werde die bessere, spieleigene Interpretation der Zelda-Standards deutlich, um in den letzten Spielstunden den Erwartungen zu trotzen und einen Spielfluss zu kreieren, der kaum noch an den typischen Aufbau eines Zelda-Spiels erinnere. Die Tempel des Spiels stellten für Topilo die kreativsten Labyrinthe in einem Videospiel dar, auch von der Musik zeigte er sich überzeugt. Bossgegner und Items bewertete er positiv, zeigte sich der Fortbewegungsmöglichkeit im Spiel aber negativ eingestellt.
Chris Kohler von Wired GameLife hebt Grafik und Ton hervor und bezeichnet das Spielprinzip als abwechslungsreich und ausbalanciert sowie das Skript als humorvoll. Die lange Spielzeit sieht er sinnvoll eingesetzt und verteilt. Weiter äußerte er positiv, dass das Spiel einstudierte Strukturen der Reihe zu lösen versuche.
Das Official Nintendo Magazine schrieb in der Einleitung seiner Skyward-Sword-Rezension:

“We’ll say it upfront: Skyward Sword is the best Zelda game ever made. It’s a constantly surprising adventure that progresses at breakneck pace, guiding you through unexpected and original locations, presenting you with breathtaking, inspiring vistas and introducing you to charming, funny and memorable characters. It’s an absolute masterpiece from start to finish and a contender for the crown of best game on Wii.”

„Sagen wir es offen: Skyward Sword ist das beste Zelda-Spiel, das je gemacht wurde. Es ist ein ständig überraschendes Abenteuer, das mit halsbrecherischem Tempo fortschreitet, dich durch unerwartete und originelle Orte führt, sich dir mit atemberaubenden, inspirierenden Aussichten präsentiert und dich charmanten, lustigen und unvergesslichen Charakteren vorstellt. Es ist ein vollkommenes Meisterwerk vom Anfang bis zum Ende und ein Anwärter für die Krone des besten Wii-Spiels.“

### Bewegungssteuerung

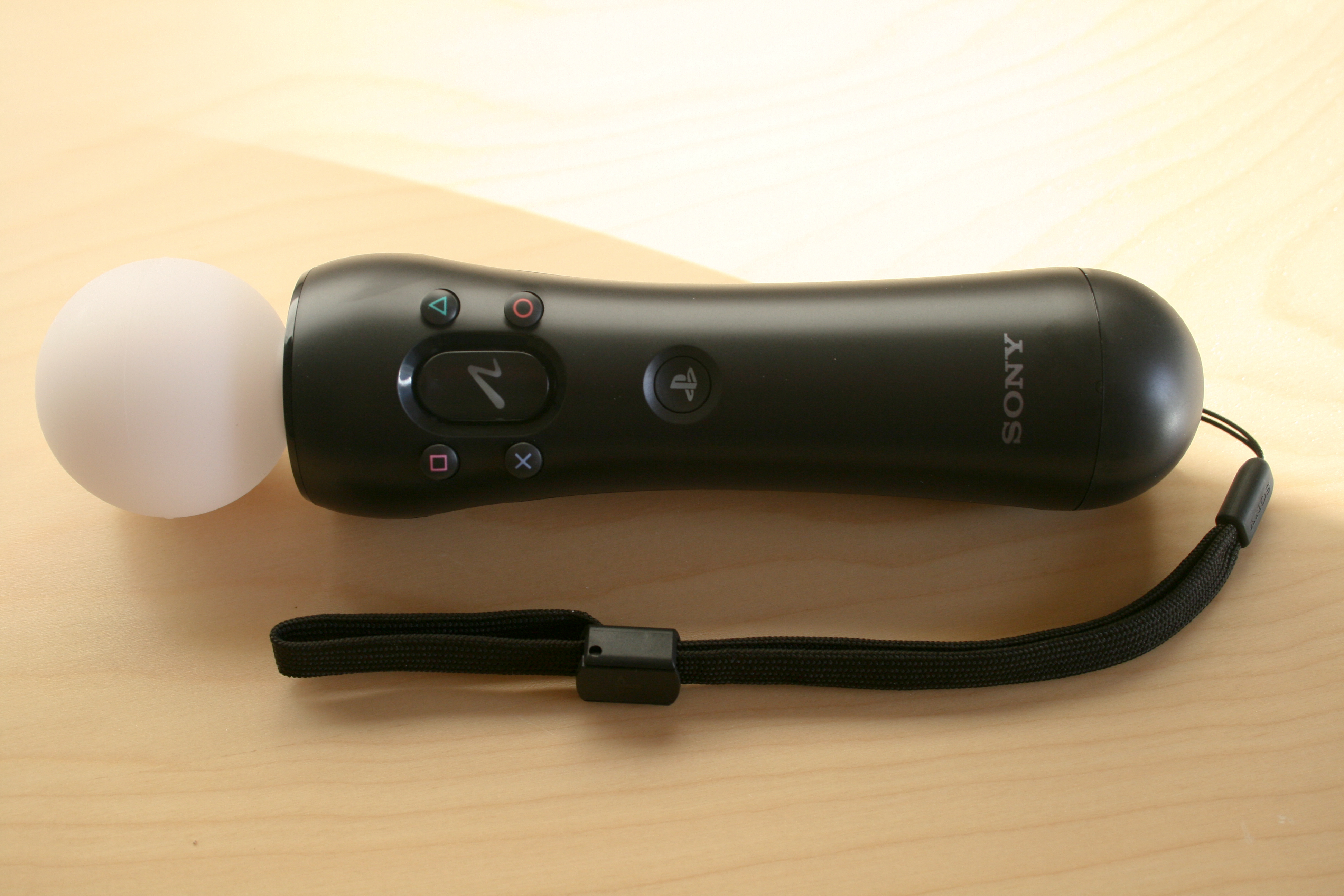
Sonys Reaktion auf Nintendos Wii-Fernbedienung: PlayStation Move

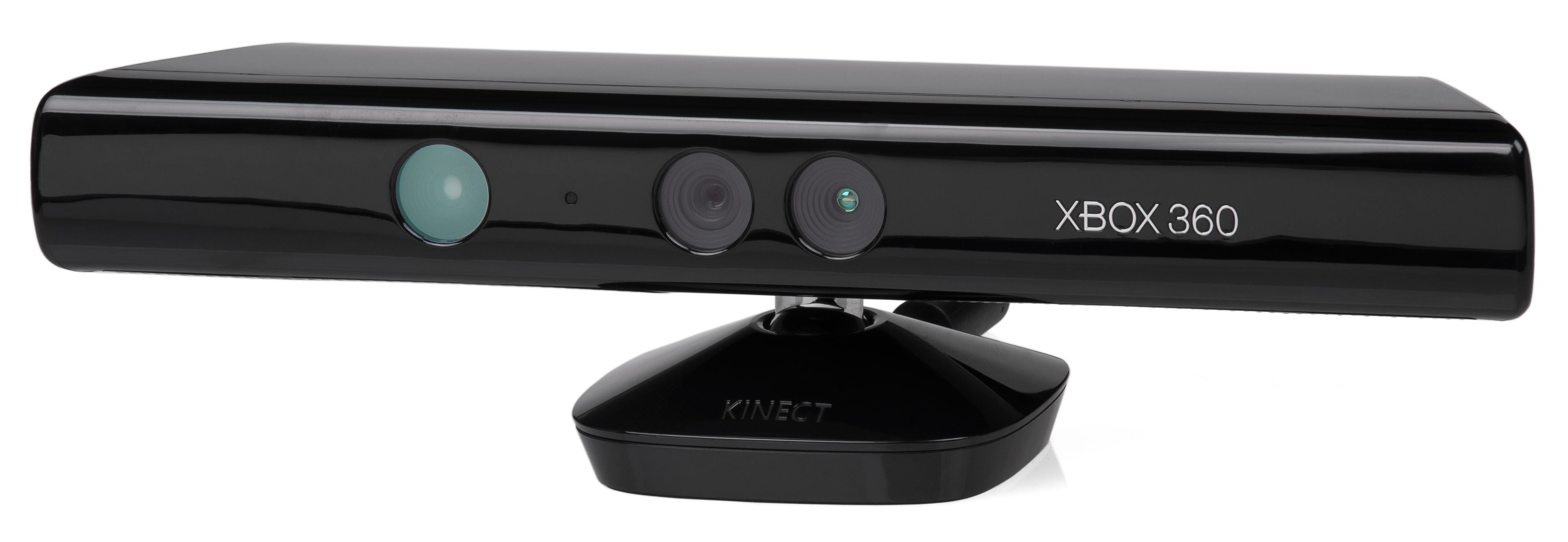
Microsofts Bewegungssteuerungs-Zusatzhardware basiert auf einer Kamera, Kinect.

Skyward Sword wurde von Kritikern teils als wegweisendes Spiel für Bewegungssteuerung wahrgenommen, da es ohne diese Technik nicht realisierbar gewesen wäre. Zum Beispiel hätte der 1:1-Schwertkampf mit Tasten und Sticks nicht ohne Kompromisse eingebaut werden können. Außerdem versuchten die Entwickler mit Skyward Sword, Bewegungssteuerung in einem an Vielspieler gerichteten Produkt zu nutzen, was insofern bedeutend ist, als dass diese Art der Steuerung in der Zielgruppe als umstritten gilt.
IGN-Redakteur Michael Thomsen beispielsweise sieht Skyward Sword als Zukunft der Bewegungssteuerung an. Anders als in Spielen, in denen das Schwingen oder Rütteln der Fernbedienung nur als Ersatz für einen Tastendruck genutzt wird, sei hier der 1:1-Schwertkampf nicht kompromisslos mit Tasten und Sticks möglich gewesen – das Spieldesign ist speziell für Bewegungssteuerung aufgebaut worden. Nicht nur die Wii bietet Bewegungssteuerung, auch die Konkurrenzkonsolen Playstation 3 und Xbox 360 bieten eigene Systeme: PlayStation Move beziehungsweise Kinect. Da es ähnliche Probleme mit einem nicht zu Bewegungssteuerung passenden Spieldesign auch dort gibt, hält Thomsen Skyward Sword plattformübergreifend als richtungsweisend. Skyward Sword nutze Bewegungssteuerung dabei insofern sinnvoll, als dass das Spiel direkt dafür entwickelt wurde und entsprechend das Spieldesign anpasst. Die Steuerung füge sich passend in das Spielprinzip ein, indem die Entwickler jene Spieltechniken aussortiert hätten, die nicht mit Gesten und Oberkörperbewegungen umzusetzen seien.
In der Folge stellten sich Spieler und Fachpresse die Rückkehr zur traditionellen Tasten-Steuerung schwer vor. Auch Produzent Aonuma meinte, ihm würde es schwer fallen, in zukünftigen Serienablegern wieder zur Tastensteuerung zurückzukehren.
Andere Videospieljournalisten standen der Bewegungssteuerung negativ gegenüber und forderten, dass diese optional und nicht zwingend gewesen sein sollte. So führt die Website Destructoid an, dass Zelda kein Spiel sei, das sich gut für Bewegungssteuerung anbiete. Die traditionelle Steuerungsweise ausschließlich über Tasten und Knöpfe sei für Vielspieler gewohnter und steigere so mehr die Spieltiefe als Bewegungssteuerung, während Befürworter der Technik umgekehrt argumentieren. Für Gelegenheitsspieler hingegen sei Bewegungssteuerung in der Tat besser geeignet. Daher sei es besser gewesen, niemanden zu dieser Steuerungsvariante zu zwingen. Dies hätte verhindern können, dass viele Spieler von Skyward Sword abgeschreckt wurden. Dem Argument, Skyward Sword sei mit traditioneller Steuerung nicht umsetzbar gewesen, widersprach Destructoid.

### Bedeutung für die Wii

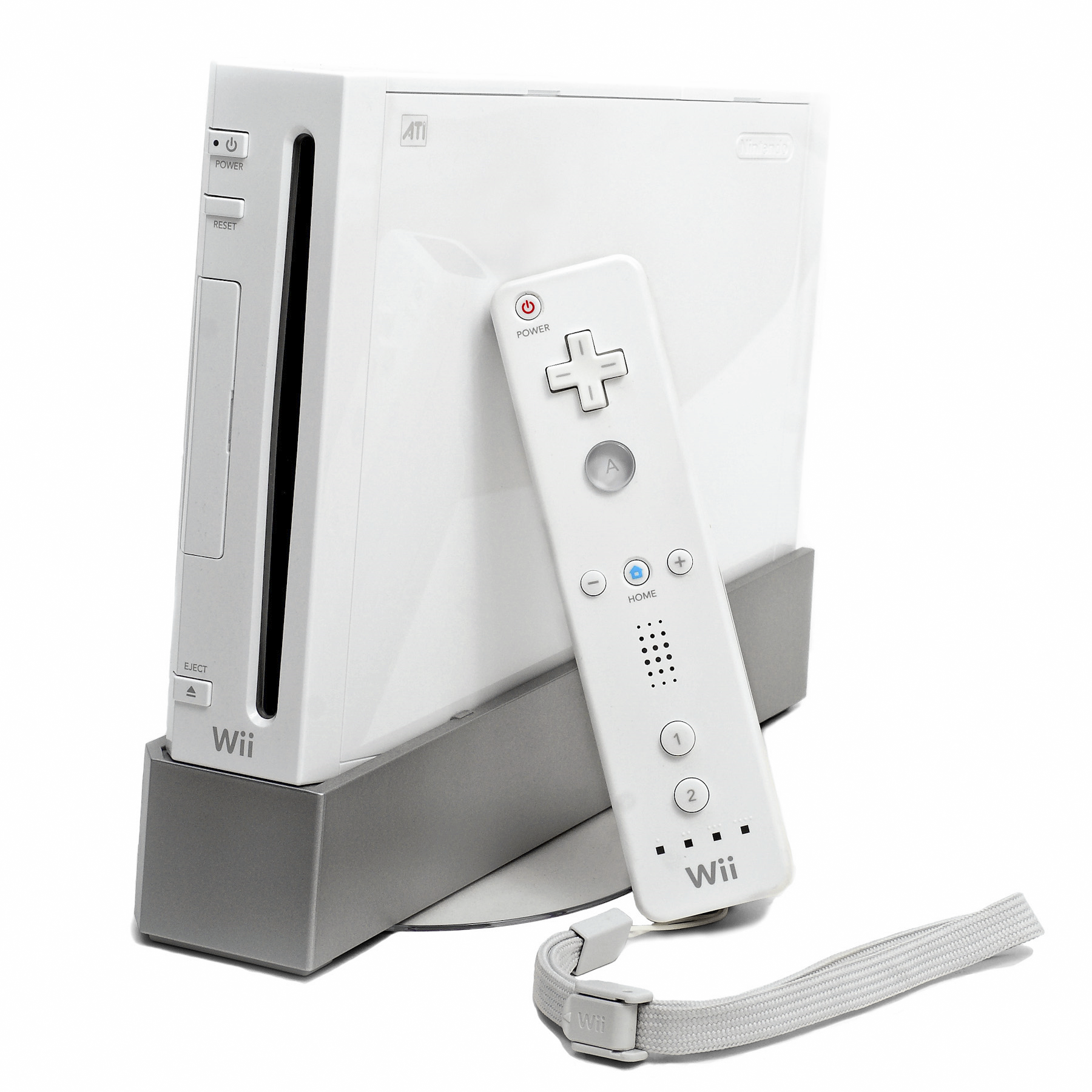
Nintendo Wii

2011 sanken die Verkaufszahlen der Wii-Konsole stärker als zuvor und es erschienen kaum Titel, die Vielspieler ansprachen. Videospieljournalisten bezeichneten Skyward Sword als einzigen Wii-Höhepunkt 2011. Die schwache Software-Unterstützung war absehbar, da sich die Konsole eher gegen Ende ihres Lebenszyklus befand. Richard George von IGN hielt Skyward Sword einerseits von der guten Qualität her für eine Entschädigung für das ungenügende Spieleangebot, die Veröffentlichung eines einzigen derartigen Spieles reiche aber kaum für ein Jahr aus. Durch die gute Nutzung der Wii-Features galt Skyward Sword als Schwanengesang für die Konsole.

### Wertungsspiegel
Die beiden Webseiten Metacritic und gamerankings.com berechnen anhand ausgewählter, zum Teil internationaler Wertungen durch eigene Algorithmen weltweite Durchschnittswertungen von Videospielen. Skyward Sword erreichte bei Metacritic einen sogenannten Metascore von 93/100, bei gamerankings.com einen Wert von 93,34 %, ausgerechnet aus 81 beziehungsweise 56 Einzelwertungen.
| Zeitschrift/Website           | Wertung | Datum             |
| ----------------------------- | ------- | ----------------- |
| 1Up                           | B+      | 11. November 2011 |
| 4Players                      | 84/100  | 17. November 2011 |
| Computer Bild Spiele          | 1,47    | 5. Dezember 2011  |
| Edge                          | 10/10   | 21. Oktober 2011  |
| Famitsu                       | 40/40   | 16. November 2011 |
| Game Critics                  | 60/100  | 8. Januar 2012    |
| Game Informer                 | 4,5/5   | 4. November 2011  |
| IGN US                        | 10/10   | 11. November 2011 |
| Joystiq                       | 4,5/5   | 11. November 2011 |
| Nintendo Power                | 95/100  |                   |
| N-Zone                        | 93/100  | 16. November 2011 |
| Official Nintendo Magazine UK | 98/100  | 22. Oktober 2011  |
| The Daily Telegraph           | 5/5     | 17. November 2011 |
| The Escapist                  | 5/5     | 11. November 2011 |
| The Guardian                  | 5/5     | 11. November 2011 |
| Wired                         | 10/10   | 11. November 2011 |

1. ↑  Zur Bewertung verwendet 1Up das amerikanische Schulnotensystem.
2. ↑  Computer Bild verwendet Dezimalzahlen zwischen 1 und 6 als Wertung
3. ↑  Als Printversion hatte Edge die weltweit erste Wertung des Spiels.
4. ↑  Die Wertung der Famitsu besteht aus den Einzelwertungen vierer Redakteure auf einer Skala bis 10.
5. ↑  Game Critics veröffentlichte die negativste von Metacritic erfasste Spielkritik.

### Auszeichnungen
Skyward Sword erhielt zahlreiche Auszeichnungen zum Game of the Year (Spiel des Jahres, kurz GotY) aus. Die folgende Tabelle gibt eine Übersicht von Preisverleihungen, bei denen das Spiel nominiert oder ausgezeichnet wurde.
| Name                              | Preis                                | nominiert/ausgezeichnet | Datum                   |
| --------------------------------- | ------------------------------------ | ----------------------- | ----------------------- |
| BÄM! Computec Games Award         | Most Wanted: Wii 2011                | ausgezeichnet           | 1. Aug. 2011 (Gamescom) |
| British Academy Video Game Awards |                                      | nominiert               | 16. März 2012           |
| Game Developers Choice Awards     | bestes Spieldesign 2011              | nominiert               | 1. Jan. 2012            |
| Interactive Achievement Awards    | Spiel des Jahres 2011                | nominiert               | 1. Jan. 2012            |
| Interactive Achievement Awards    | Bestes Abenteuerspiel 2011           | nominiert               | 1. Jan. 2012            |
| Japan Game Awards 2012 des METI   | Excellence Award                     | ausgezeichnet           | 1. Sep. 2012            |
| IGN Best of 2011                  | Wii-Spiel des Jahres 2011            | ausgezeichnet           | 1. Jan. 2012            |
| IGN Best of 2011                  | Spiel des Jahres 2011                | nominiert               | 1. Jan. 2012            |
| IGN Best of 2011                  | Bestes Adventurespiel 2011           | nominiert               | 1. Jan. 2012            |
| IGN Best of 2011                  | Beste Grafik 2011                    | nominiert               | 17. Jan. 2012           |
| IGN Best of 2011                  | Bester Ton 2011                      | nominiert               | 17. Jan. 2012           |
| IGN Best of 2011                  | Beste Handlung 2011                  | nominiert               | 17. Jan. 2012           |
| Edge 2011 Game of the Year Awards | Spiel des Jahres 2011                | ausgezeichnet           | 1. Dez. 2011            |
| Edge 2011 Game of the Year Awards | Bestes Audiodesign 2011              | nominiert               | 1. Dez. 2011            |
| G4 Videogame Deathmatch           | Spiel des Jahres 2011                | ausgezeichnet           |                         |
| Spike Video Game Awards 2011      | Bestes Wii-Spiel 2011                | ausgezeichnet           | 12. Okt. 2011           |
| Spike Video Game Awards 2011      | Bestes Bewegungssteuerungsspiel 2011 | ausgezeichnet           | 12. Okt. 2011           |
| Spike Video Game Awards 2011      | Spiel des Jahres                     | nominiert               | 12. Okt. 2011           |
| Spike Video Game Awards 2011      | Bestes Action-Adventure-Spiel 2011   | nominiert               | 12. Okt. 2011           |
| Metro GameCentral                 | Top 1 Spiel des Jahres 2011          | ausgezeichnet           | 22. Dez. 2011           |
| The Washington Examiner           | Top 1 Spiel des Jahres 2011          | ausgezeichnet           | 18. Dez. 2011           |
| MMGN                              | Spiel des Jahres 2011                | ausgezeichnet           | 25. Nov. 2011           |
| MMGN                              | Bestes Action-Adventure 2011         | ausgezeichnet           | 25. Nov. 2011           |

1. ↑  Im G4 Videogame Deathmatch traten 32 Spiele im K.-o.-System anhand von Leserabstimmungen gegeneinander an. Der Endsieger erhielt die GoY-Auszeichnung.

Auch in eher retrospektiven Listen erhielt Skyward Sword Platzierungen. Auf einer Liste der 25 besten Wii-Spiele beispielsweise platzierte IGN Skyward Sword auf dem ersten Platz und Gamasutra listete das Spiel als drittbestes Videospiel 2011. Die britische Tageszeitung The Daily Telegraph zeichnete Skyward Sword als Spiel mit bestem Leveldesign aus, nominiert war es außerdem als Spiel des Jahres. Wegen des Spiels wurden Produzent Eiji Aonuma als bester Regisseur sowie Komponist Koji Kondo als bester Komponist nominiert, des Weiteren war Wii MotionPlus als beste technische Errungenschaft durch die Verwendung in Skyward Sword nominiert. Das Time Magazine hielt Skyward Sword für das drittbeste Videospiel 2011. Ferner wählten Leser der japanischen Famitsu das Spiel auf Platz 10 ihrer 50 Lieblingsspiele von Nintendo aller Zeiten.

## Manga
In Hyrule Historia wurde ein Manga veröffentlicht, welcher die Vorgeschichte von Skyward Sword zeigt. Hier gibt es jedoch einige Widersprüche zum Spiel, sodass die Einordnung in den Zelda-Kanon nur bedingt erfolgen kann.

## The Legend of Zelda: Skyward Sword HD

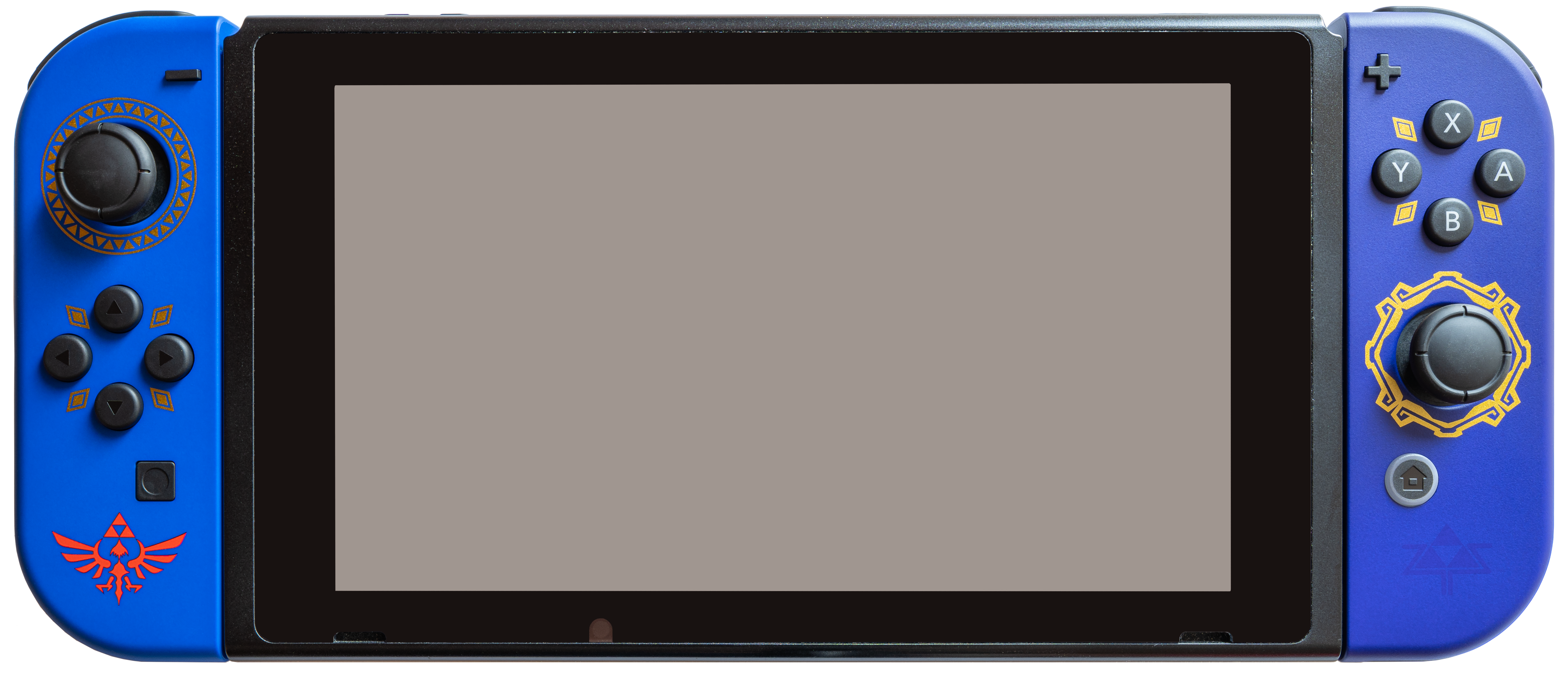
Switch-Konsole aus 2017 mit Joy-Con-Variante

Am 17. Februar 2021 gab Nintendo im Rahmen einer Nintendo Direct eine HD-Version des Spiels für die Nintendo Switch bekannt. Neben einer höher auflösenden Grafik wurde die Bewegungssteuerung verfeinert, da die Nintendo Switch Joy-Con effektiver und präziser sind, als die Nintendo Wii Remote. Zudem ist es nun möglich das Spiel nur mit einer Tastensteuerung zu spielen, hier werden die Bewegungen des Schwertes mit dem rechten Joystick ausgeführt, da Nintendo das Spielen auf der Nintendo Switch Lite ermöglichen wollte. Eine optisch zum Spiel passende Joy-Con-Variante wurden ebenfalls präsentiert, welche wie das Spiel am 16. Juli 2021 erschienen ist.